# 北京动物园

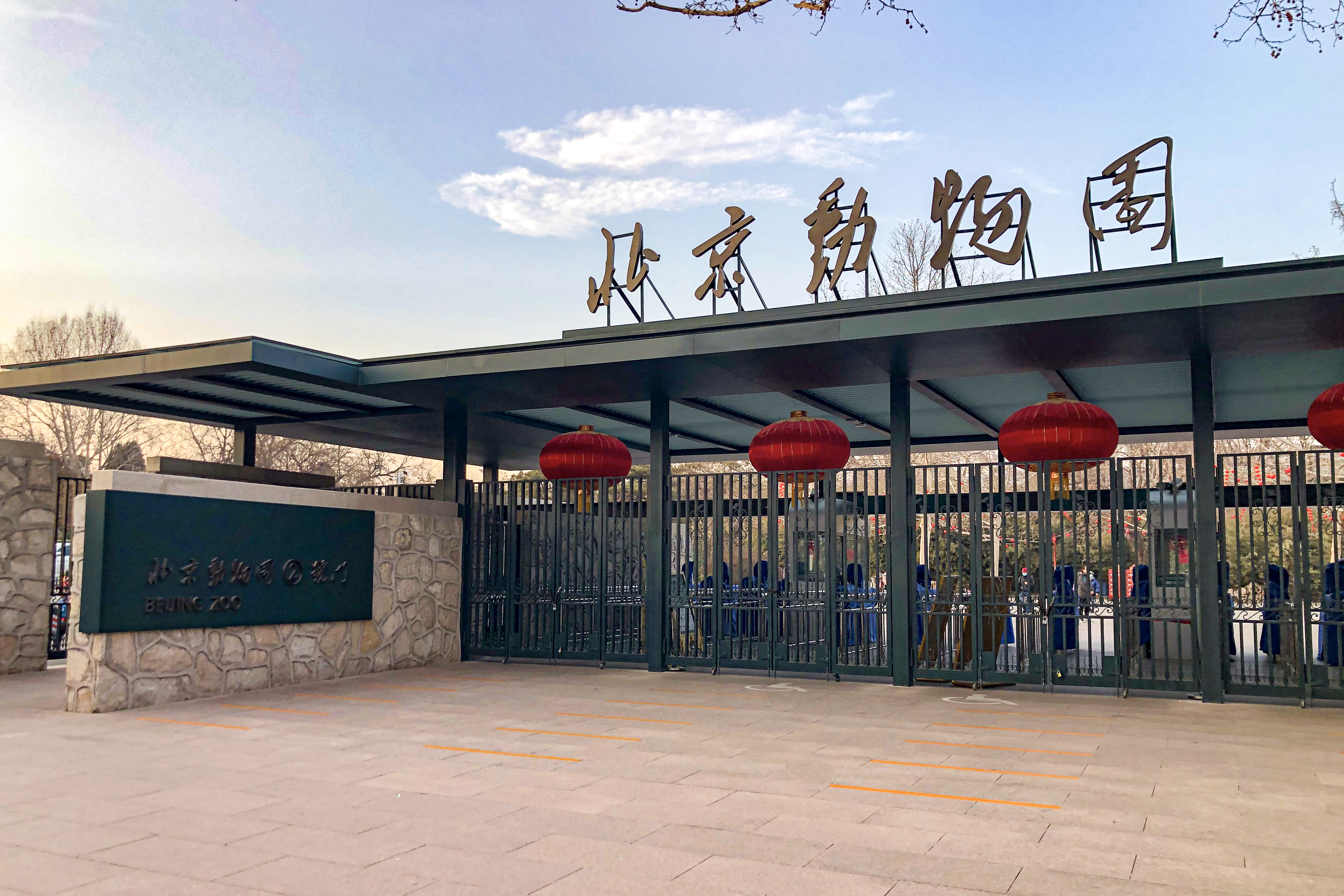
2020年10月启用的动物园2号门

北京动物园位于北京市西城区西直门外大街137号，原来名为农事实验场、天然博物院、万牲园、西郊公园，是中国开放最早、动物种类最多的动物园，从清光绪三十二年（1906年）正式建园至今已有逾百年的历史。北京动物园曾经繁殖和饲养了众多珍贵的野生动物，例如大熊猫、朱鹮、金丝猴等。现在该园共饲养各类野生动物490余种，近5000头只，现隶属于北京市公园管理中心。

## 历史沿革

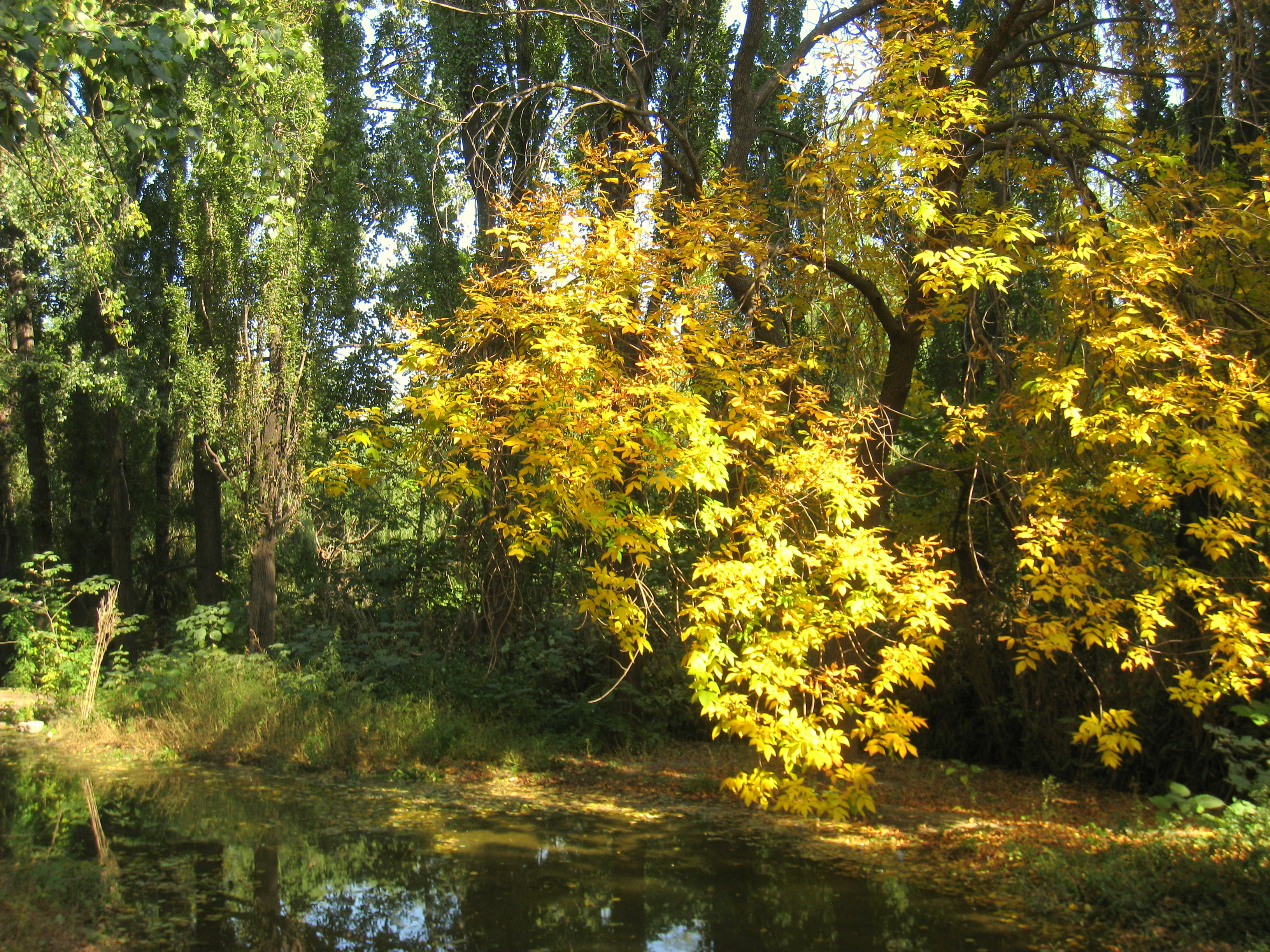
园内秋叶

### 前身
该园前身为“两园两寺”即乐善园和继园以及广善寺和惠安寺等处。
- 乐善园：康熙帝将位于今北京动物园东部以及北京展览馆西部的土地赐给平定耿精忠叛乱有功的康亲王杰书建康亲王别墅，名“乐善园”。乾隆朝，该园成为皇帝中途小憩之所。乾隆十二年起，乐善园成为皇家行宫，由内务府奉宸苑管辖。嘉庆帝继位后因财力渐绌，乐善园行宫日圮。清朝后期，该处成为租地，征招种植莲藕、芦苇、蒲草等，其收成上缴。
- 继园：该园故址位于今北京动物园西北部。康熙朝，有园名“邻善园”，系康熙帝赐其皇三子允祉的园林。明义得到邻善园后进行了大规模修葺，并将其更名为“环溪别墅”。道光年间，宝文庄公有园名“可园”。光绪初年，可园更名“继园”，后此园归属内务府奉宸苑。对于该园的沿革仍在研究之中。
- 广善寺和惠安寺：位于今北京动物园东南角，今西直门外大街北侧。广善寺仍存遗址，其东侧的惠安寺已无存。

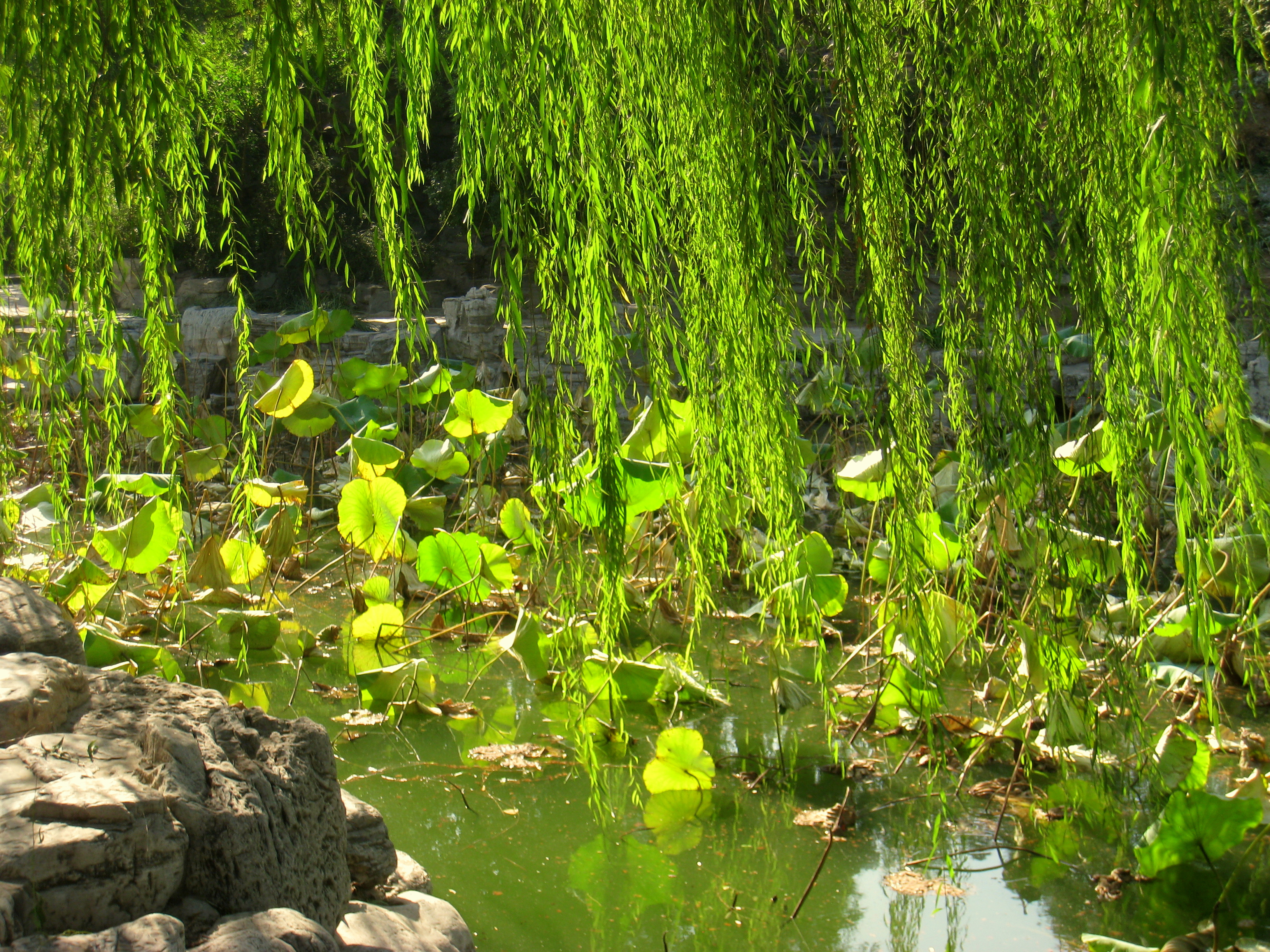
残荷

### 清末建园
清朝光绪三十二年（1906年）在原乐善园、继园（又称“三贝子花园”，福康安郡王府邸，福康安征戰各地，喜豢養珍禽異獸於邸內著稱）和广善寺、惠安寺旧址上，由清农工商部领衔建立农事试验场。农事试验场占地面积约71公顷，对各类农作物分为五大宗进行实验，即“谷麦试验”“蚕桑试验”“蔬菜试验”“果木试验”和“花卉试验”。农事实验场附设的动物园是中国历史上最早的近代公共动物园，1908年首次售票开放。
北京动物园最初的展品是南洋商务大臣兼两江总督端方自德国购回的部分动物及全国各地抚督送献清朝政府的动物，约数十种百余只。农事试验场位于西直门外，交通便捷，又是中国历史上第一个集动物、植物科学普及为一体的，带有公园性质的农事试验场，因此，从开业以来，人气极旺。
1984年乐善园建筑遗存成为北京市文物保护单位之一。

### 民国时期的发展

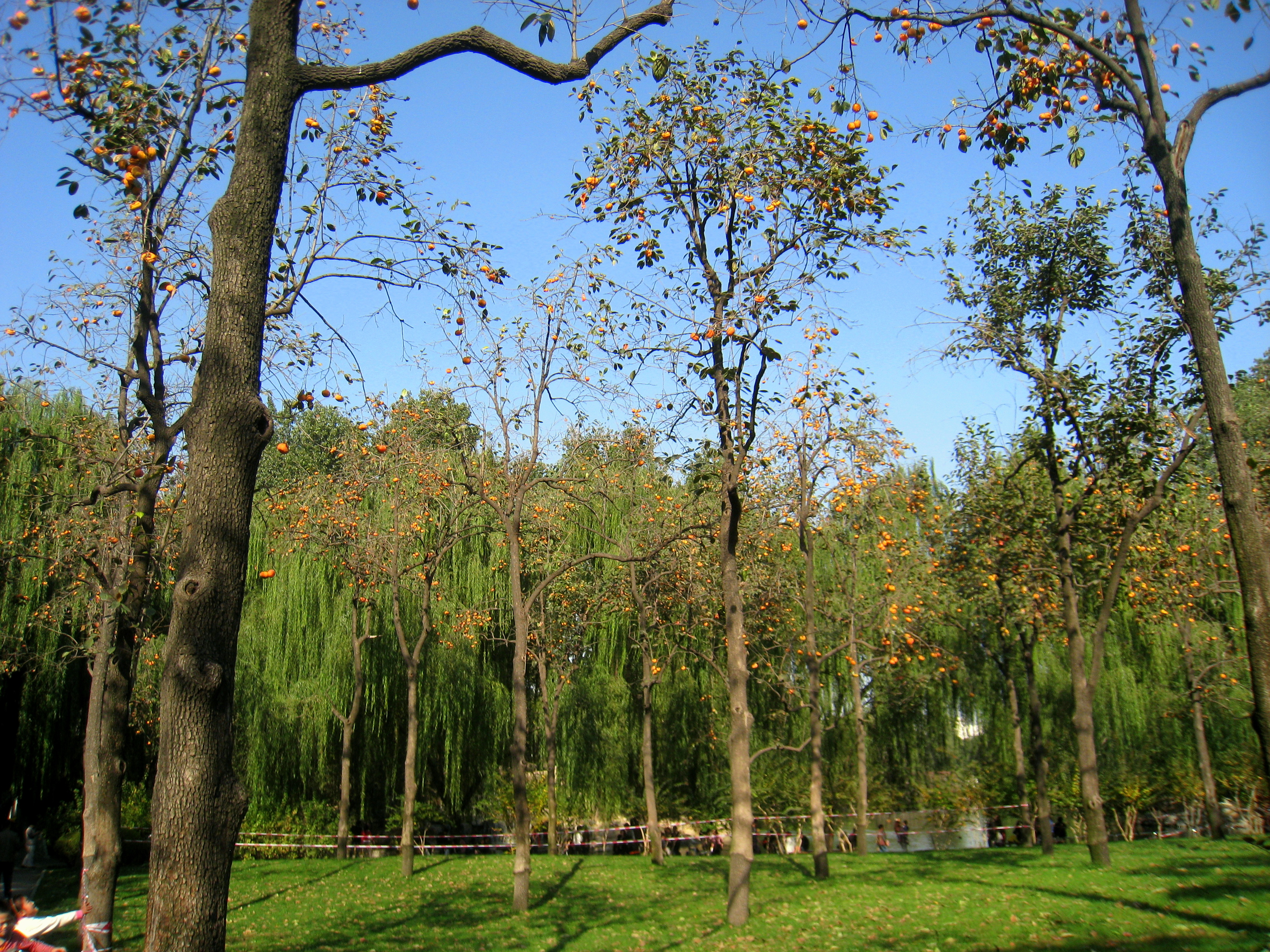
果实累累

辛亥革命后清政府倒台，农事试验场几易其名，从民国初年的“中央农事试验场”，到1929年更名“国立北平天然博物院”，1934年又复名“中央农事试验场”，再到1941年更名“实业总署园艺试验场”直至‘北平市园艺试验场”，日伪时期曾更名“北京特别市农事试验场”并挂“乐善公园”对外开放。
由于连年战乱，民生凋敝，该场大部分动物都因为种种原因而夭折，抗日战争时期，仅有的一头亚洲象饿死，园中猛兽如狮、虎、豹等在抗日战争末期的1943年以防空的理由被日军下令毒杀。1945年抗日战争结束时，园艺试验场被日军占据作为守备仓库，国民政府接收后又被防空部队作为临时营房长期占用，1946年重新开放时仅有猴十只、鹅、兔子、鸽子两只、火鸡、鸵鸟、孔雀、鹰、葵花鹦鹉、白鹦鹉、桃红鹦鹉各一只。1949年2月，该农林实验所被北平市人民政府接收时，园内只剩下13只猕猴和一只鸸鹋。
农事试验场曾经采取种种措施吸引游客，其中尤以“巨人售票”最为引人瞩目，当时的农事试验场管理部门专门招募了两名身高在220厘米以上的巨人担任检票工作，其中一名為張英武。

### 中华人民共和国初期的西郊公园

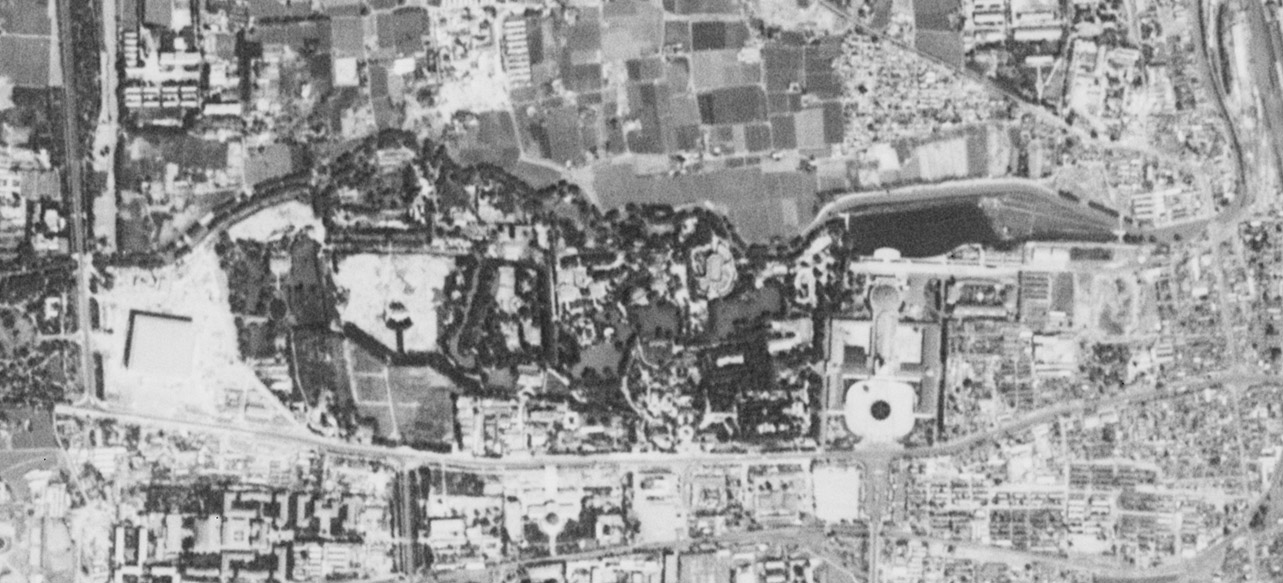
北京动物园的卫星图像。(1967-09-20)

1949年2月，北京市人民政府接管了当时名为“北平市农林实验所”的北京动物园后，将其更名为“北平市农林实验场”。考虑到农时试验场的条件已经不适应进行农桑实验，经过整修、改造和绿化，于同年9月1日定名为“西郊公园”。
1950年3月1日，西郊公园正式开放。为准备开放西郊公园，西郊公园管理处将园内的围墙、牡丹亭、豳风堂、动物园兽舍等加以修缮。并整修了鸟笼、鹿棚、猴山和甬路，增添一些小型动物，购入了黄雀、交嘴雀、金翅、太平鸟、燕雀、火鸡、鹰、灰鹤、大雁等鸟类及鹿、狼、鼠、豹等兽类。中华人民共和国国家领导人毛泽东、周恩来、朱德等还将赠送的亚洲象、猞猁、长臂猿、黑熊、大耳羊、麋鹿、印度犀牛等珍贵动物转送给西郊公园饲养展出。此外，西郊公园管理处还从国外采购和交换动物，这些工作扩充了西郊公园的动物种类及数量。

### 北京动物园的发展

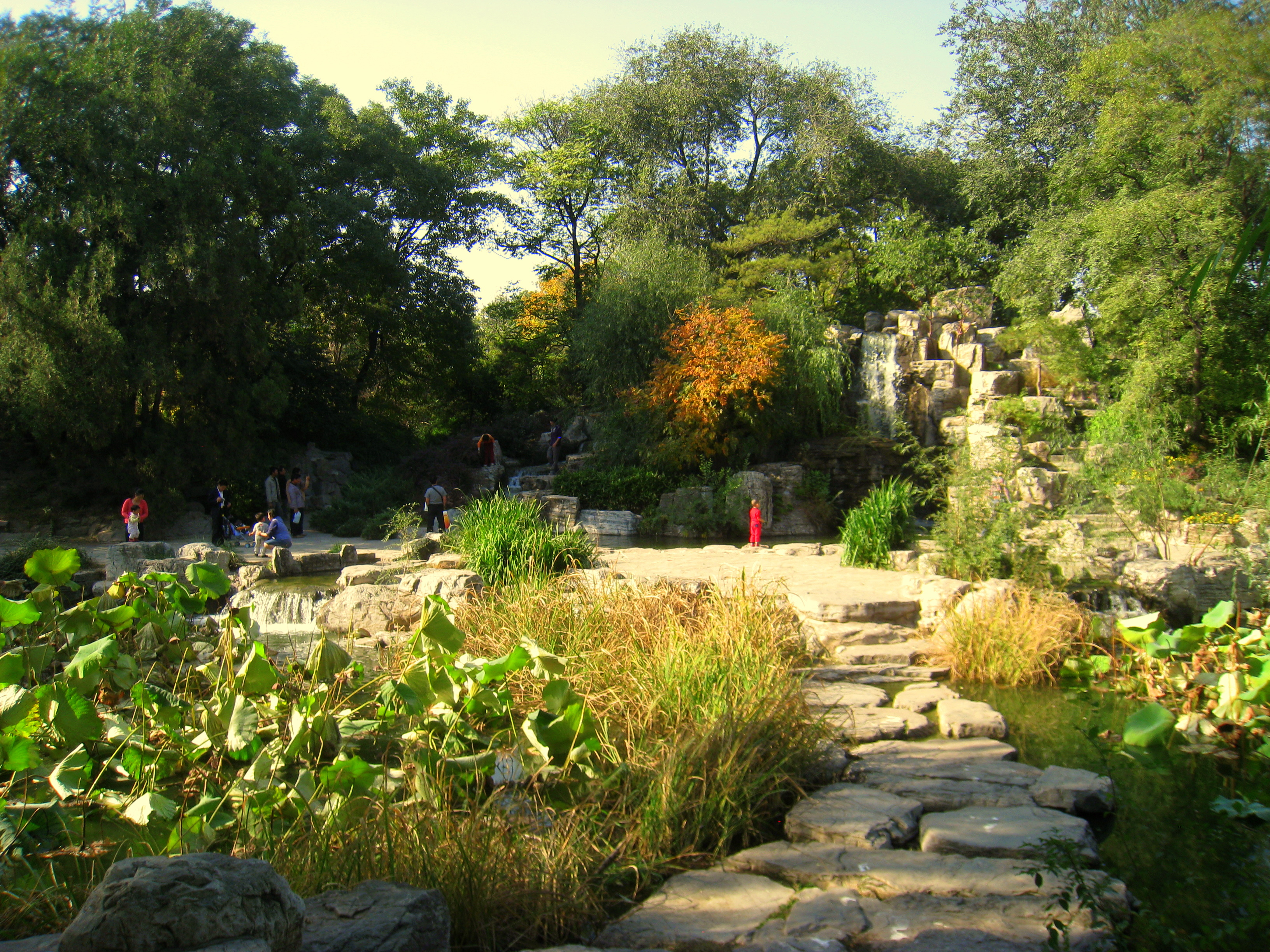
假山

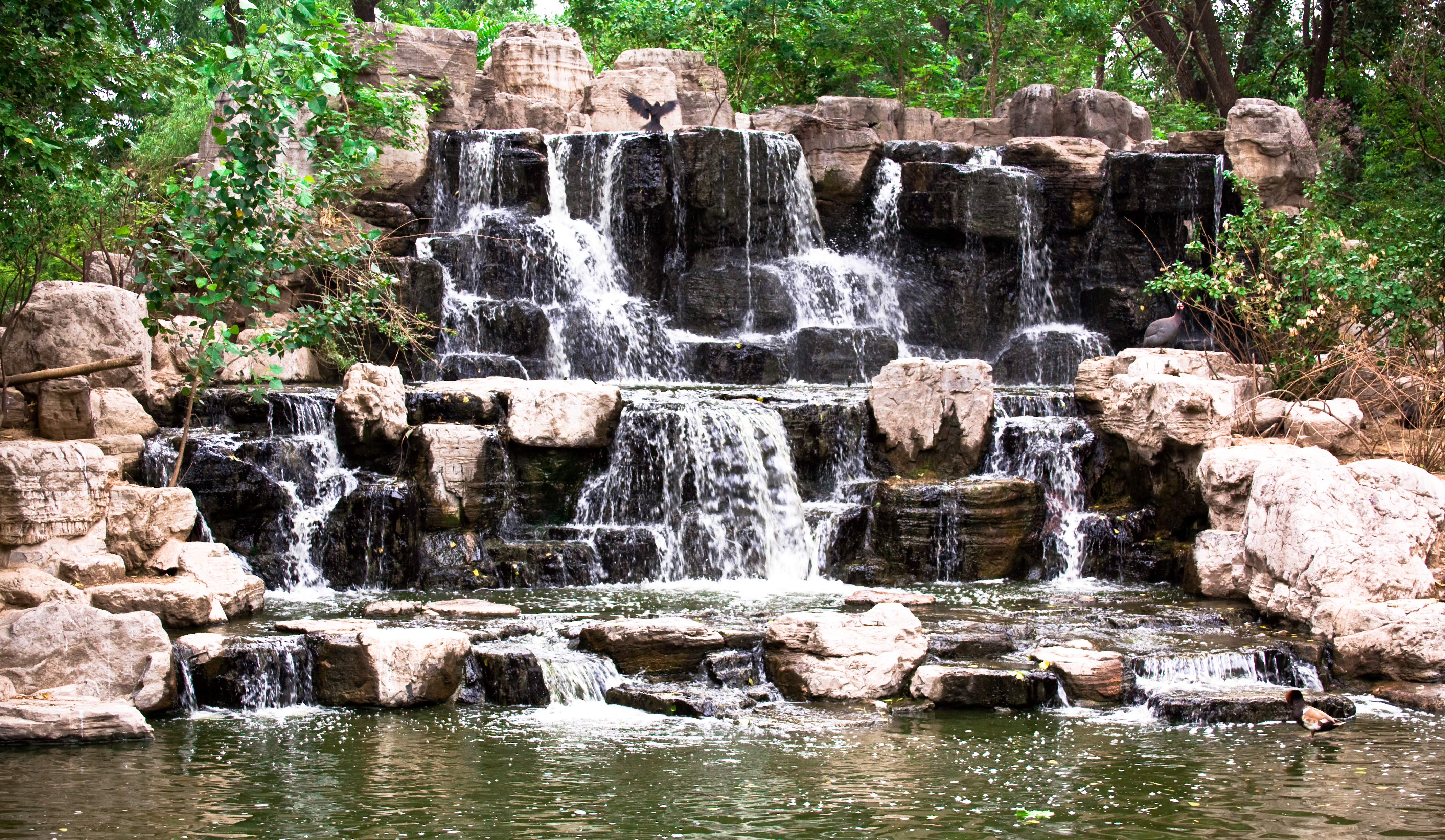
瀑布

1955年至1975年的20年间，北京动物园获得了一定的发展，先后兴建了象房、狮虎山、猕猴馆、猩猩馆、海兽馆、两栖爬行动物馆等场馆，其中狮虎山、猩猩馆、两栖爬行馆等场馆使用至今，并成为北京动物园的标志建筑。
北京动物园曾先后饲养展出过毛冠鹿、秘鲁企鹅、西里伯斯水牛、华南虎、北美麝牛、亚洲象“米杜拉”、日本鬣羚、智利火烈鸟、美洲河狸、白犀、鼷鹿、暹罗鳄、中美貘、加勒比海牛、白唇鹿、阿拉伯狒狒、山魈、黑犀、象龟、绿狒、大羚羊、土豚等各国领导人赠送中国的礼品动物，以及北京动物园从国外征集采购和交换来的珍稀动物。
除了接受和饲养外交礼品动物，北京动物园还向国外提供了很多中国特有的珍贵动物，作为国际交流的礼品赠送出国，为中华人民共和国在1970年代打开外交局面作出了独特的贡献。1978年9月8日，世界上第一只人工授精繁殖的大熊猫在北京动物园诞生。1980年代中国改革开放之后，北京动物园迅速发展，兴建了非洲象馆、雉鸡苑、中型猛兽馆、鹿苑、豺狐兽舍、袋鼠兽舍、箭猪豚鼠兽舍、鹤类繁殖岛、火烈鸟馆、朱鹮馆、夜行动物馆、热带鱼馆、热带小型猴类馆、大猩猩馆、大熊猫馆、金丝猴馆、黑颈鹤繁殖兽舍、狼山兽舍、长颈鹿馆扩建兽舍、大熊猫繁殖兽舍、小熊猫繁殖兽舍、鹤类繁殖兽舍、大熊猫馆等新兽舍场馆，其中为1990年亚运会配套工程的新大熊猫馆还获评当年度的北京新十大建筑，成为北京动物园的标志性建筑之一。  在这个阶段，北京动物园的动物繁育饲养研究也取得了长足的进步，其中大熊猫、朱鹮等珍稀动物的人工繁育技术处于国际领先地位。
1990年代，北京动物园向北扩建，同时将西部及南部的土地作为商业用地高价转让。这一时期修建了新象馆、犀牛河马馆、北京海洋馆、科普馆、鸟馆、非洲动物放养区等新馆舍，同时采取较科学的动物喂养方法，拟造其原生环境，并将部分动物散养或混养。

## 园内古迹

### 正门

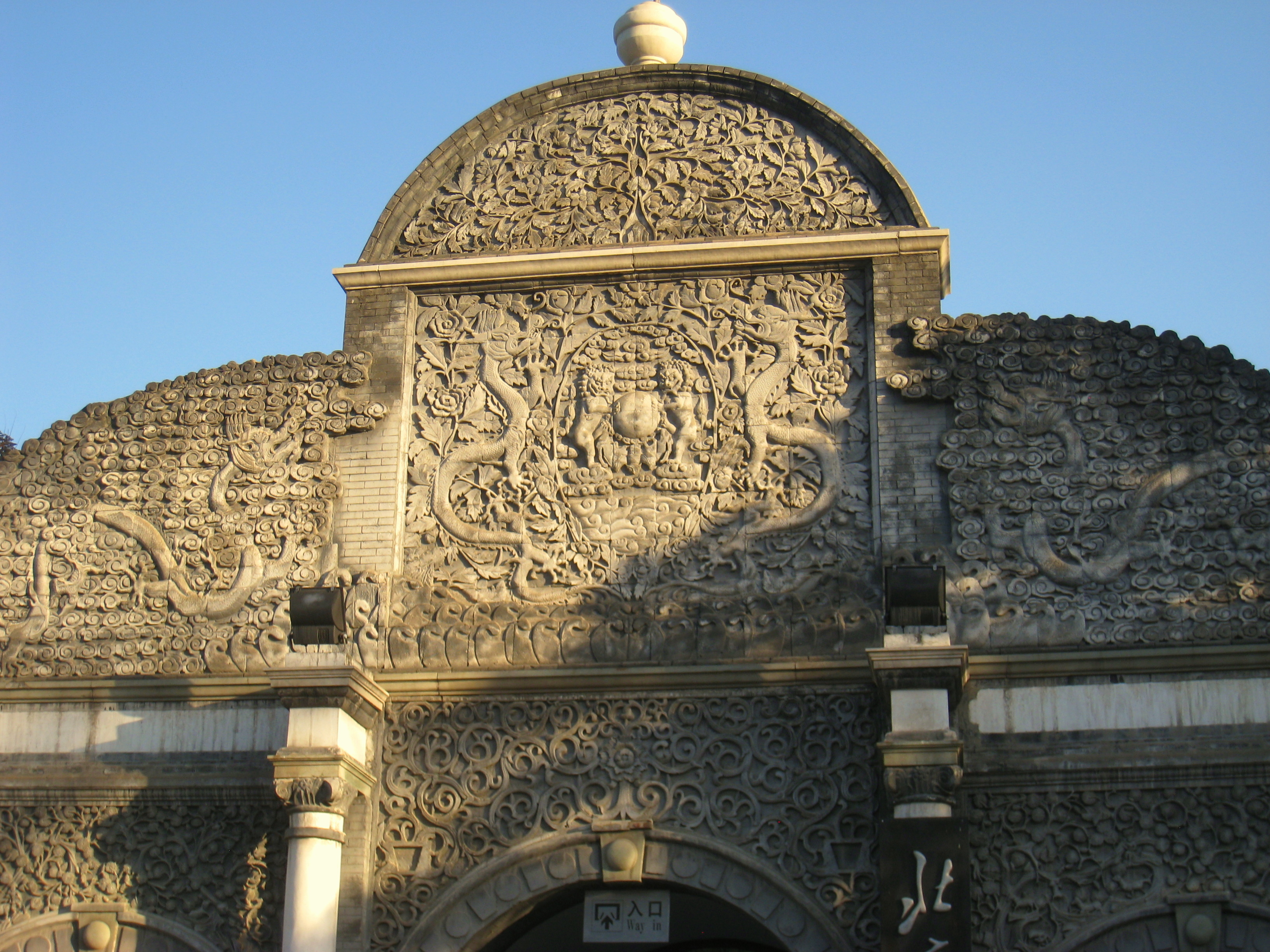
正门上方的雕花龙纹

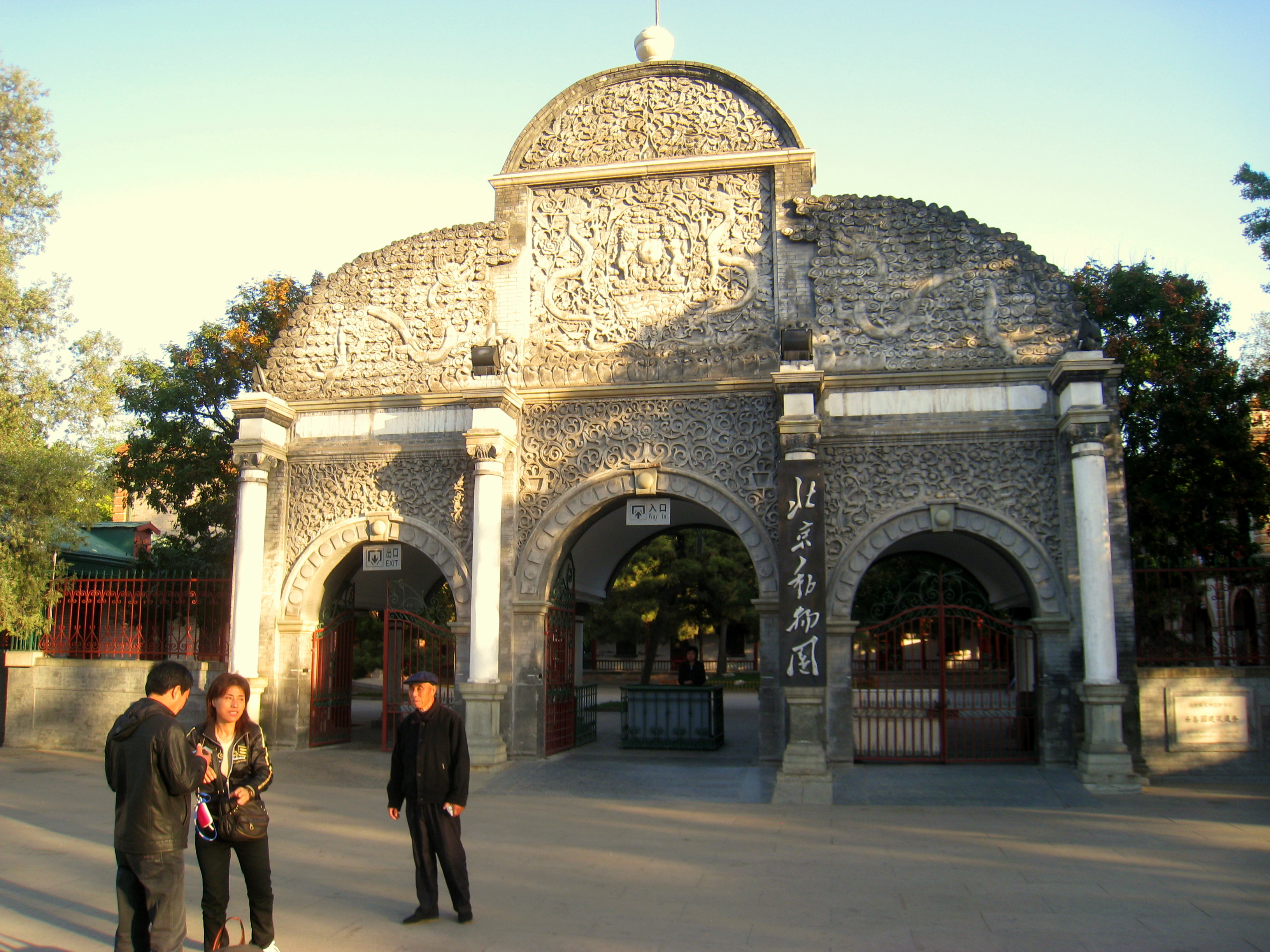
正门

动物园正门即原“农事试验场”正门，西洋式门楼，上方有雕花龙纹。门上原有农事试验场督办、大学士刘春霖所题“农事试验场”。1955年4月1日，西郊公园正式更名为“北京动物园”后，时任中国科学院院长郭沫若题写园名“北京动物园”，制成竖牌挂在门口。文化大革命期间，门楼上方的雕花龙纹被砸毁，郭沫若题写的园名牌匾被摘除，从毛泽东手书的诗词《沁园春·雪》、《七律·人民解放军占领南京》、《七律·送瘟神》等作品中选出“北京动物园”五个字拼凑成新的园名牌匾，使用至今。文化大革命结束后，1987年，门楼上的雕花龙纹获得恢复。2020年10月21日，正门西侧的新建2号门启用，原有的砖雕大门不作为游客日常进出使用。

### 畅观楼

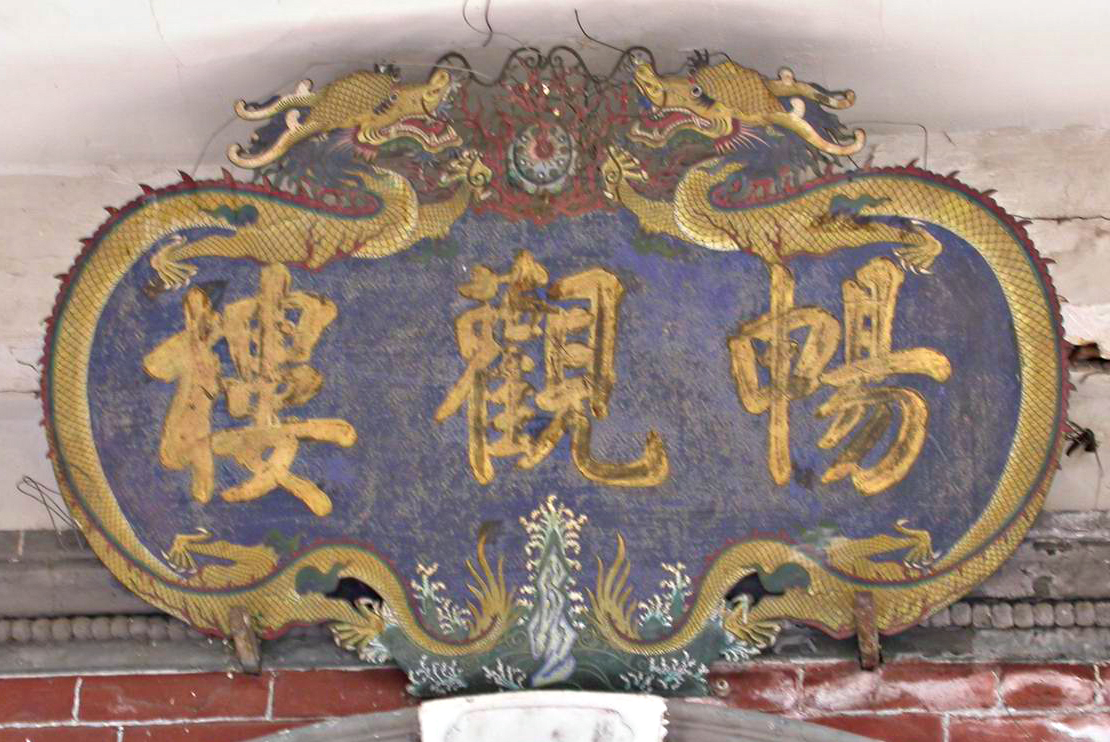
畅观楼匾额

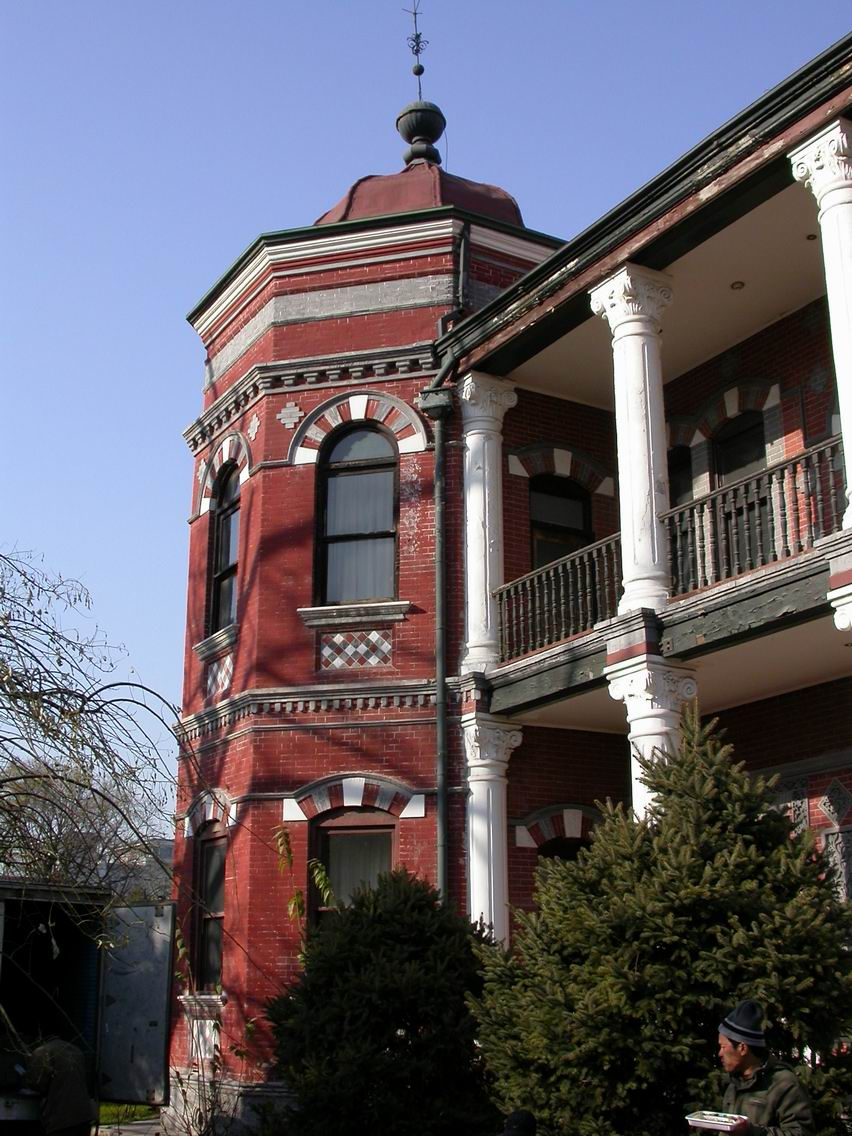
畅观楼一角

畅观楼建成于清光绪三十四年，是作为慈禧乘船延长河前往颐和园途中的一个行宫修建的，为欧洲巴洛克风格建筑，砖木混合结构二层楼房，周围有深外廊，山墙面向前开窗，屋顶内为阁楼。红砖墙体，局部抹灰及灰塑线脚并加以砖雕花饰。爱奥尼式柱，曲线形山墙上缀以球形装饰。正面两端转角处为八字形阁楼，上覆拱形铁皮顶。畅观楼建成后不久慈禧、光绪先后去世，实际上并未使用过。
辛亥革命后孙中山来北京时，曾先后于1912年8月29日、8月31日、9月1日三次来此，8月29日参加广东公会、全国铁路协会、邮政协会的欢迎会，8月31日参加北京临时参议院欢迎会，9月1日参加军警界为其举行的欢迎会。
中华人民共和国成立后，北京市的第一个规划方案就诞生在畅观楼，称为“畅观楼方案”。1961年发生畅观楼事件。畅观楼在1990年代被改为“北京皇家俱乐部”，不对游人开放。

### 南熏桥
畅观楼周围环水，楼南数十米处有白石小桥一座。该桥自修成后几经改建。

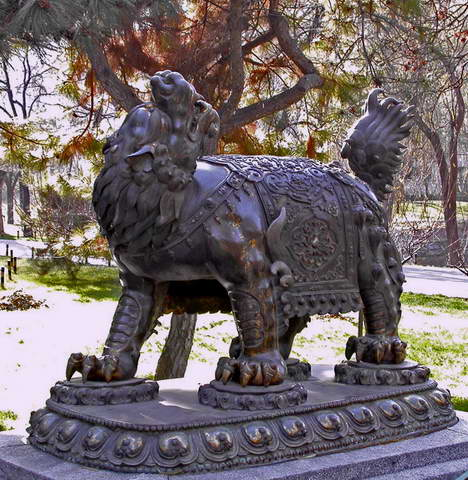
铜吼

### 铜狮、铜吼
南熏桥南东为一铜狮，西为一铜吼，口均能喷水。《本国新游记》中称，“此狮于开筑园场时得之土中者。”1909年《顺天时报》刊登的一篇游记中写道：“东边的铜狮，由狮口内向下喷水，水线万道；西边的麒麟脑袋向上，作回顾状，却由口内向上喷水，激射力大，如同巨泉，水声悦耳。两者的下边，各有一长方形池，池内有金鱼数尾，池水被喷水冲滴如同活水一般”。

### 陆谟克堂
陆谟克堂位于西直门外大街141号，是1934年为纪念法国生物学家陆谟克（今译“拉马克”）而建的一所中西合壁三层小楼，由中法文化教育基金会、国立北平研究院及国立北平天然博物院等共同主持用退还的庚子赔款合建，是中国最早的植物学科研楼，曾是中国现代植物科学研究的基地。整个建筑平面呈长方形，为法式3层楼，外墙砖石为灰红两色，楼南面正中刻有“陆谟克堂”四字，一层和二层布局类似，为实验室、研究室和图书馆，三层为标本室，由国立北平研究院植物研究所使用。1949年之后几年间，中国科学院将中华科学社、静生生物调查所、云南农林植物调查研究所等单位合并，在这里建立了中国科学院植物分类研究所及中国科学院动物标本整理委员会。 2007年4月停用前这里曾为中国植物学会办公地和中国科学院植物标本陈列馆筹备处。

### 宋教仁纪念塔
辛亥革命先驱，国民党元老宋教仁在袁世凯的中华民国北京政府担任农林总长期间，曾在农林部下属的农事实验场内的鬯春堂居住。1913年3月宋教仁获选中华民国国务总理后遇刺身亡。1916年6月在宋教仁住过的鬯春堂北面建立了一座2米高的“宋教仁纪念塔”，塔型采用古希腊方尖碑的形式，环塔四周种植柏树百余株。1966年文化大革命爆发，因为宋教仁的身份为国民党元老，其纪念塔被毁，仅余二层混凝土基座。2009年11月，在二层混凝土基座上新立了一块“宋教仁纪念塔遗址”碑。“宋教仁纪念塔塔座”为西城区普查登记文物。

### 四烈士墓

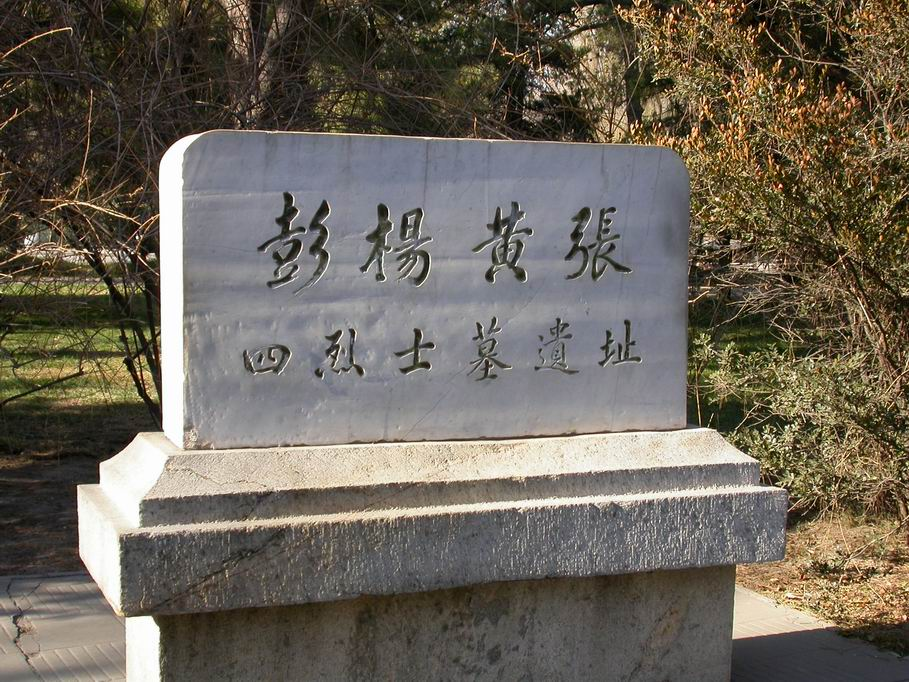
四烈士墓遗址碑

1912年1月26日国民革命先驱彭家珍身怀炸弹，在西四红罗厂刺杀宗社党党魁良弼，功成身死。1912年1月16日由革命党人黄之萌、张先培、钱铁如、吴若龙、杨禹昌、罗明典、郑毓秀等18人组成的暗杀团体在北京东华门伺机刺杀袁世凯，制造了东华门事件，当场炸死袁世凯卫队长等10余人。革命党人黄之萌、张先培、杨禹昌等10人被捕并被杀。1912年2月，南京临时政府褒扬彭黄张杨四人的革命业绩，追赠彭家珍为大将军，并为彭家珍、杨禹昌、黄芝萌、张先培等四位烈士在农事试验场营建墓地。整个墓地呈正八角形，距地面约1米，正中立约8米的纪念碑，碑上刻“彭、杨、黄、张四烈士墓”。底座的东南、东北、西南、西北各有七级台阶通向纪念碑。四烈士就安葬于正南、北、东、西四面的石冢下，每座墓前均有碑文，记录烈士事迹，并有中国国民党党徽装饰。1966年文革爆发，红卫兵砸毁了饰有青天白日标记的四烈士墓，现仅存一块四烈士墓遗址碑存留。“四烈士墓”为西城区普查登记文物。

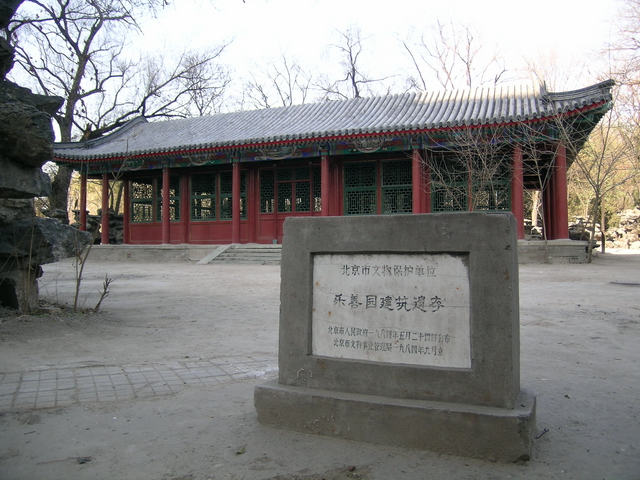
鬯春堂

### 鬯春堂
鬯(chàng)春堂位于动物园四南部畅观楼南侧，建于1908年，为中国传统建筑格局，因其屋顶结构系由三个房脊相连而成，故而也被称作三卷，前廊后厦，穿堂门，房屋四壁全部是高大的玻璃窗，堂内地板由金砖铺成，建成后鬯春堂内摆设有紫檀木和花梨木家具以及慈禧太后御笔书画作品十二幅。鬯春堂四周由假山环抱，假山之外一度环绕种植了芭蕉、梨树、杏树、桃树等作物，环境非常幽静。
日军占领北京期间，北京政府实业总署署长王荫泰经常在鬯春堂宴请日本顾问，1945年初日军占据园艺实验场，将鬯春堂作为仓库使用，1945年8月日本投降后国民革命军接管，继续将鬯春堂作为仓库，直到1990年初不慎失火烧毁鬯春堂全部木构建筑，不久重建，重建后的鬯春堂一直空置至今。

### 豳风堂

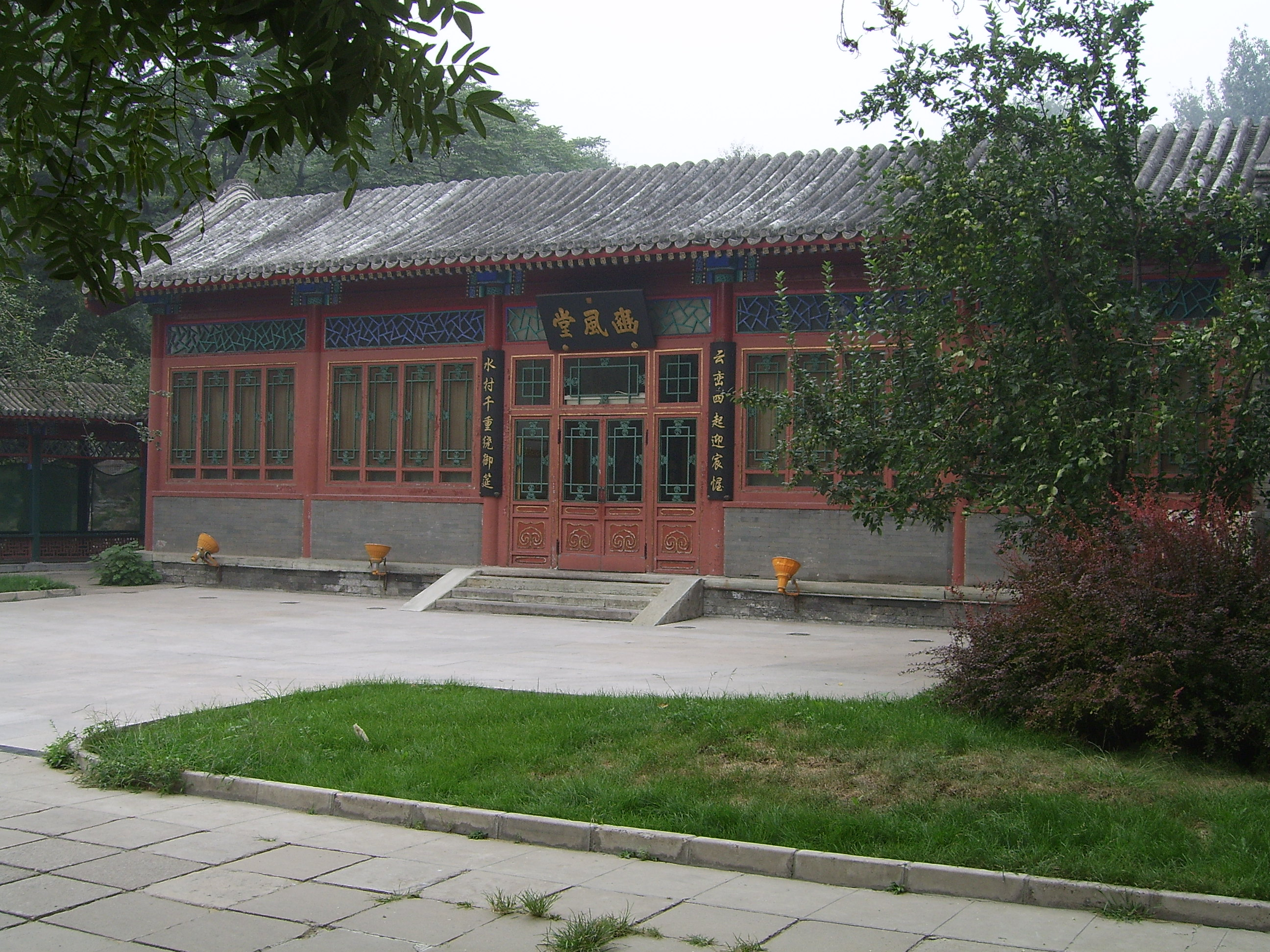
豳風堂

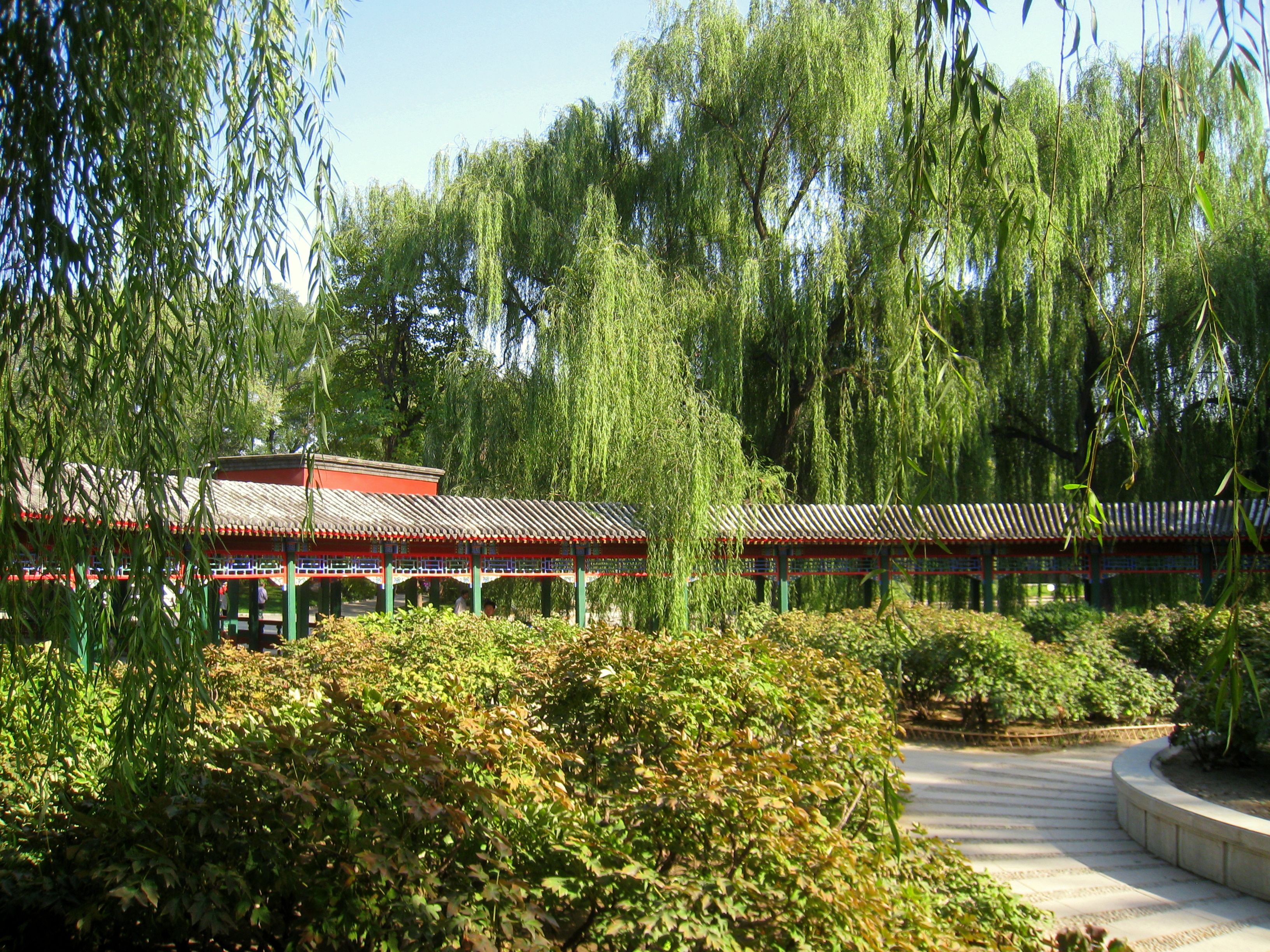
牡丹厅

豳(bīn)風堂位于动物园东部偏北，建于1907年，最初作为农事试验场的陈列室，展示各种农林物资和工具，1929年农事试验场改组为国立北平研究院下属的博物馆后，豳风堂招商包租，经营茶点食品。豳风堂的主体建筑是五间房屋和一个庭院，建筑均为中国传统风格，镶大块玻璃窗，堂北假山堆砌，并有人造瀑布，堂内曾陈设清军健锐营营中物品作为装饰，包括乾隆帝御笔匾额一面。1949年后豳风堂原有建筑拆除，在原址改建豳风堂餐厅，现在是动物园内的一家饭馆和动物园职工食堂。

### 牡丹厅
牡丹厅位于豳风堂东侧，鹰山南侧，建成于1908年，是一座环形的长廊，南北两部分的长廊合成一个圆形，长廊南北各有一个方厅，圆形中心曾经有一个玻璃厅，後拆除。

### 依绿亭
位于狮虎山附近。该亭原为二层海棠式亭，乃是清朝农事试验场的遗存建筑。现上层已损坏，仅余下层。2006年，为纪念北京动物园向公众开放一百周年，公园管理处在亭内立“百年纪念”碑一通，画家黄永玉题碑名“百年纪念”四字，北京大学哲学系博士胡仲平撰写了“北京动物园百年碑记”。

### 松风萝月轩
位于狮虎山附近。

### 荟芳轩
位于大熊猫馆后面，1908年建成。中式建筑，一排九间，外有栏杆，门窗采用券拱形式。1928年起为农产品标本室，陈列有数千种农产品标本。轩前为“药圃”。如今荟芳轩已经改建并已改作他用。

### 磊桥
原名青石桥，因其桥墩及桥面均为青石板而得名。1923年更名为磊桥，时任北洋政府农商总长李根源为其题名“磊桥”，立刻有“磊桥”的石碑于桥头，碑上除“磊桥”外，只有落款“李根源”，五个字均为红色。文化大革命初期该碑被毁。1997年中国人民政治协商会议北京市第八届委员会第五次会议政协委员提案恢复该碑，北京动物园邀李根源之子为“磊桥”题字，恢复了该碑。

### 广善寺和惠安寺
位于今北京动物园东南角，今西直门外大街北侧，是北京动物园的前身“两园两寺”中的两寺。广善寺仍存遗址，其东侧的惠安寺已无存。

### 現已不存之建築

#### 東洋房
东洋房位于豳风堂东侧岛上，建于1906年，是一幢日本风格的建筑，房屋建筑在高台上，四面为日式推拉门窗，进入房间后是日式榻榻米，房屋周围种有樱花。东洋房最初作为日本茶馆使用，1929年农事试验场改组为天然博物院后改为仓库存储杂物，此后拆除。现在东洋房所在的小岛是水禽湖饲养班的办公地和部分鸟类的繁殖地，饲养有黑颈鹤、沙丘鹤、冕鹤、中白鹭、黑颈天鹅等鸟类。

#### 来远楼
来远楼位于动物园西北部长河南岸，是一幢欧式风格的三层小楼，楼东西两翼有长廊，楼内曾设西餐馆，农事试验场内的照相馆也设立在此。1929年后来远楼改为博物学研究所，一度是标本剥制室所在地，1949年后拆除。

#### 万字楼
万字楼位于农事试验场正中，是一座二层小楼，因其建筑平面为卐字形状故而得名，曾设有茶座，1935年失火烧毁。

#### 观稼轩
观稼轩又名自在庄，位于万字楼南侧，是一片茅草房屋，其建筑形式犹如农舍，与周围的试验田非常协调，内设茶座，後因扩建动物馆舍拆除。

## 主要馆舍

### 东区

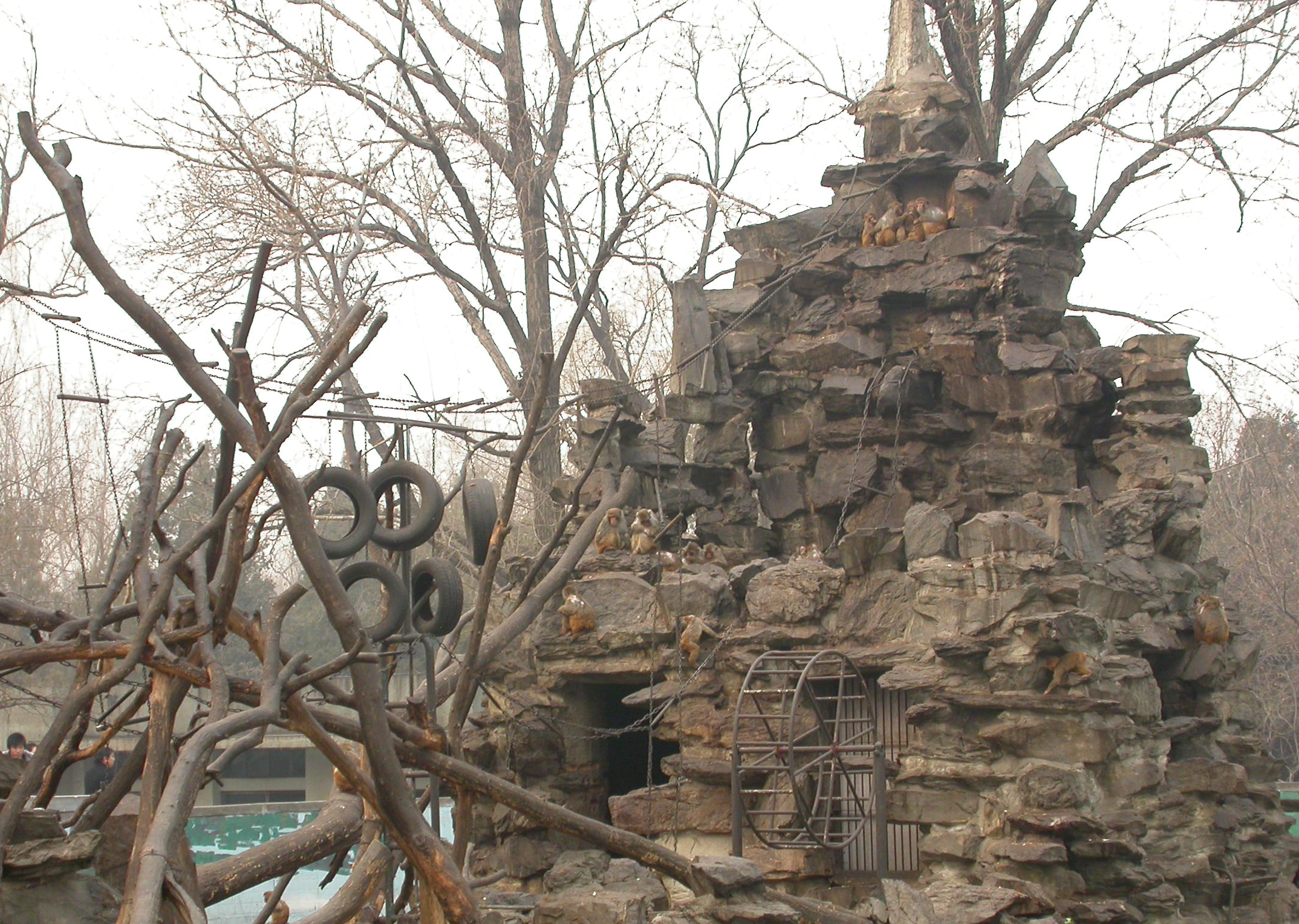
猴山

#### 猴山
猴山位于北京动物园东南角，建于1946年，是动物园现存历史最悠久的馆舍，也是现存唯一一个兴建于1949年以前的馆舍。猴山占地面积1000平方米，为下沉式结构，场馆中央用山石堆积成两座假山，之间悬挂软梯、轮胎等游乐设施。
猴山的投喂现象很严重，并有鼠患，而且引起环境特殊，鼠患难以得到有效控制。
2007年因修建立交桥，旧猴山已经拆除，将另建新猴山。

#### 犬科动物区
位于北京动物园东南角，展示犬科动物。

#### 熊山
熊山位于动物园东北角，原址为稻田，1952年动工兴建熊山，占地面积4275平方米，由黑熊和白熊两个下沉式露天馆舍组成，白熊山位于东侧，内有假山和水池。黑熊山位于西侧，分南北两个部分，南侧场地较大，有假山和水池，内为棕熊。北侧场地较小，仅有水池一座，内为黑熊。
熊山的投喂现象特别严重。

#### 猫科动物馆
位于熊山北侧，展览远东豹、雪豹、云豹、黑豹、猞猁等猫科动物。

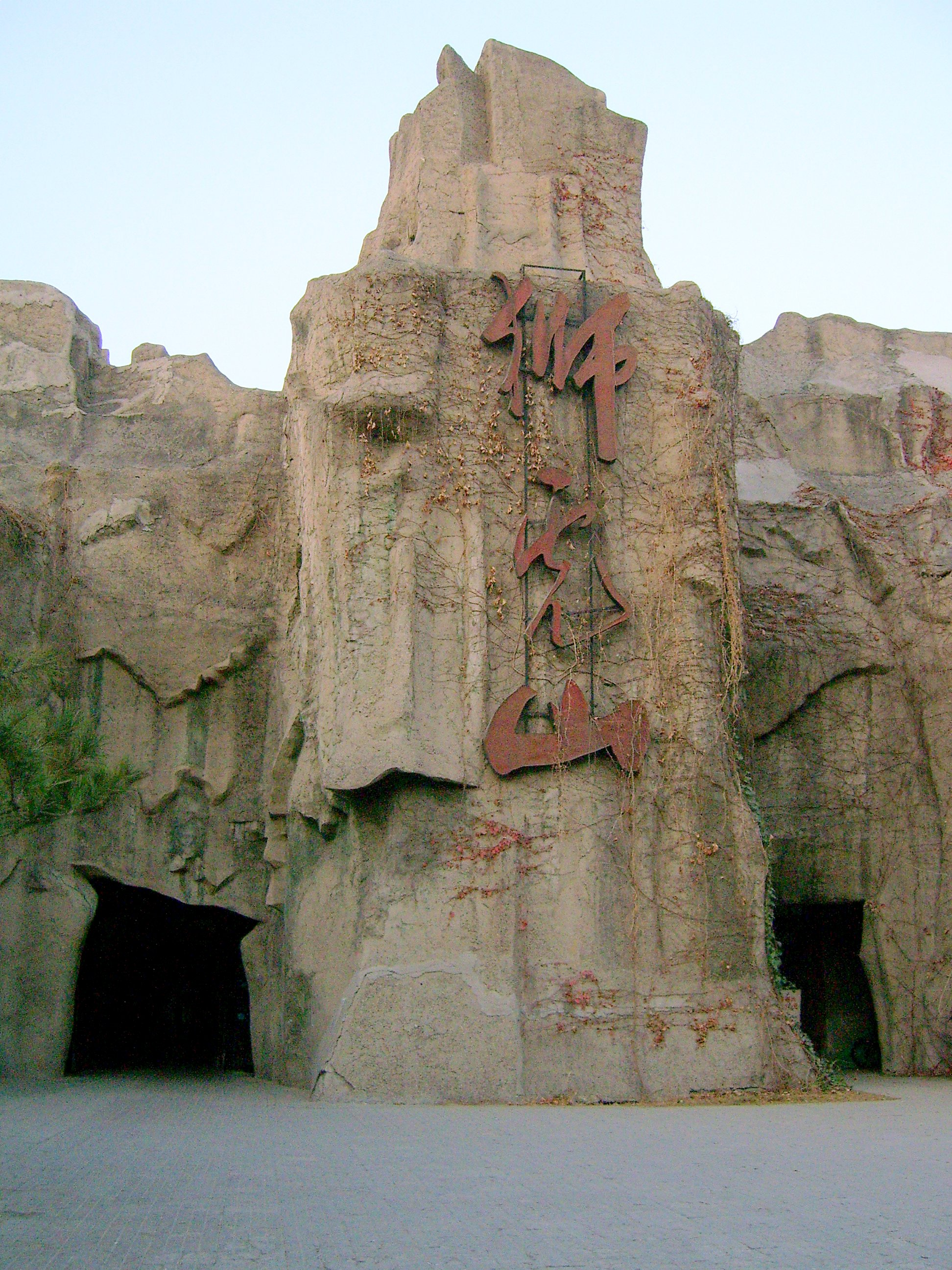
狮虎山

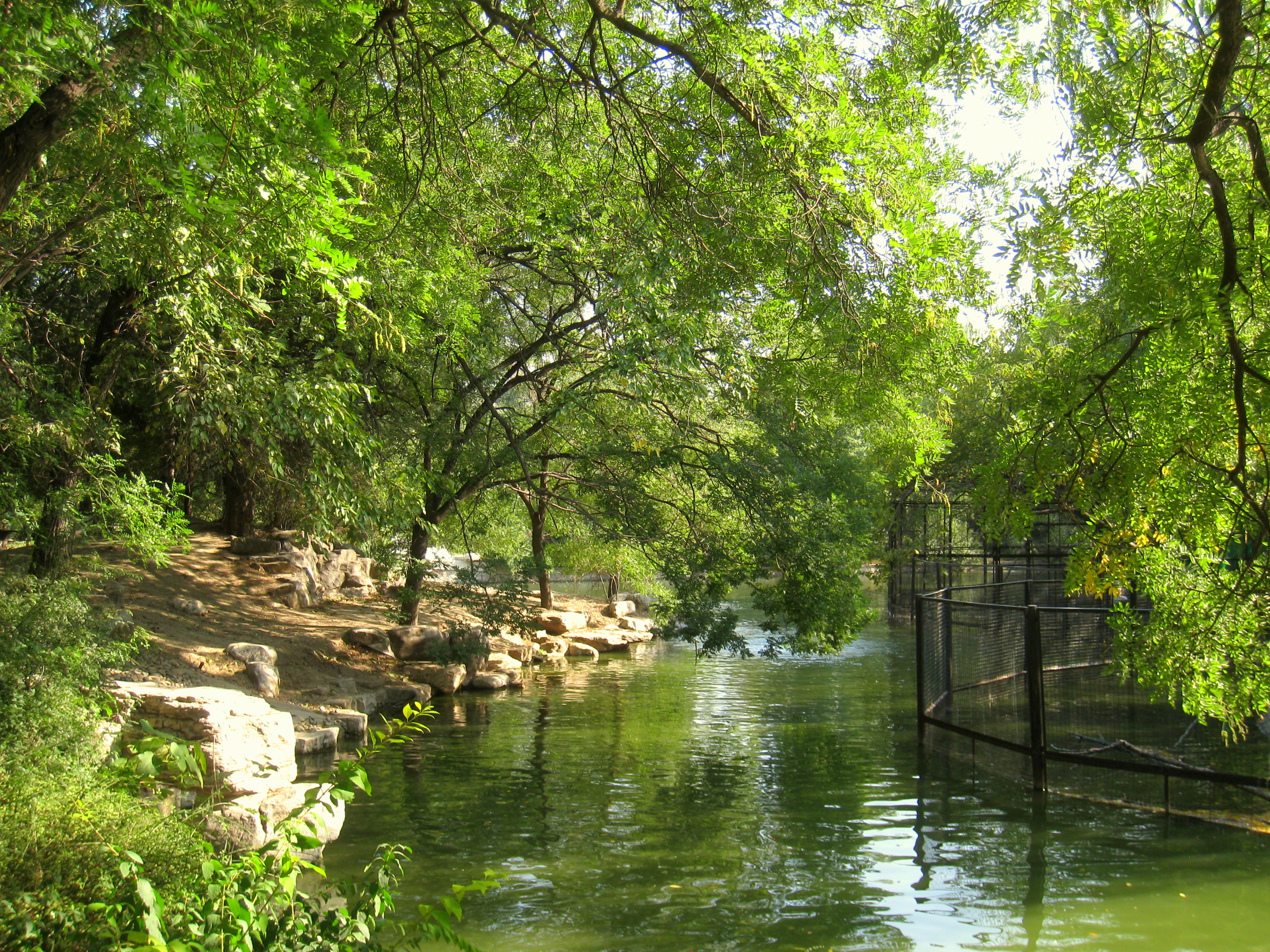
湖畔

#### 狮虎山
狮虎山建于1956年，是北京动物园的标志性建筑之一。在照相机在中国属于高档消费品的时代，许多人在动物园的纪念照都是以狮虎山为背景的。狮虎山的建筑被装饰成独特的山型结构，进入馆舍参观有如进入神秘的山洞，连接室外活动场和室内动物馆舍的通道也设计成山洞的形式，这种设计不仅有很好的视觉效果，而且可以避免冬季寒风直接吹入展厅内部。狮虎山内饲养了包括非洲狮、孟加拉虎、东北虎、美洲虎、黑豹在内的多种大型猫科动物。过去，每逢假日，饲养员会向笼中投放活鸡，以此来训练动物的野性。

#### 雉鸡苑
雉鸡苑建于1983年，位于动物园正门东侧，犬科动物区西侧，育幼室以南，展示各种雉形目鸟类，以及南美鹦鹉、大鸨和神鹰。

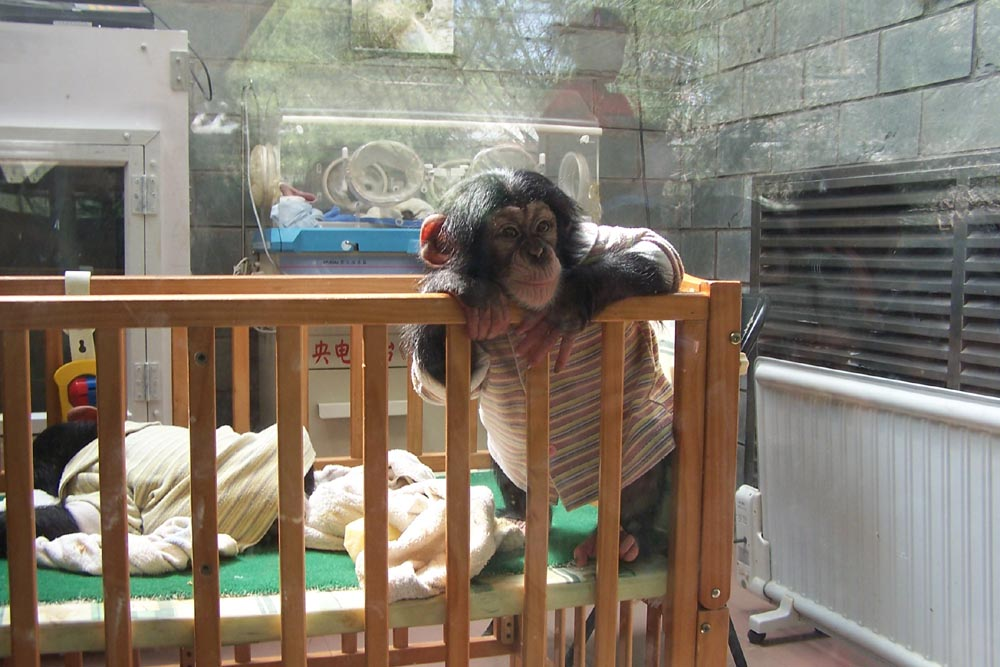
育幼室里的小黑猩猩

#### 育幼室
雉鸡苑东侧数间房屋在1990年代被改为动物育幼室，向游客展示人工哺育灵长目动物的过程。

#### 水禽湖
动物园中央湖区，放养水禽。

#### 夜行动物馆
位于育幼室以北，大熊猫馆东北。该馆展示夜行动物，白天内部光线较暗，以营造夜间环境，方便游人观看。

#### 大熊猫馆

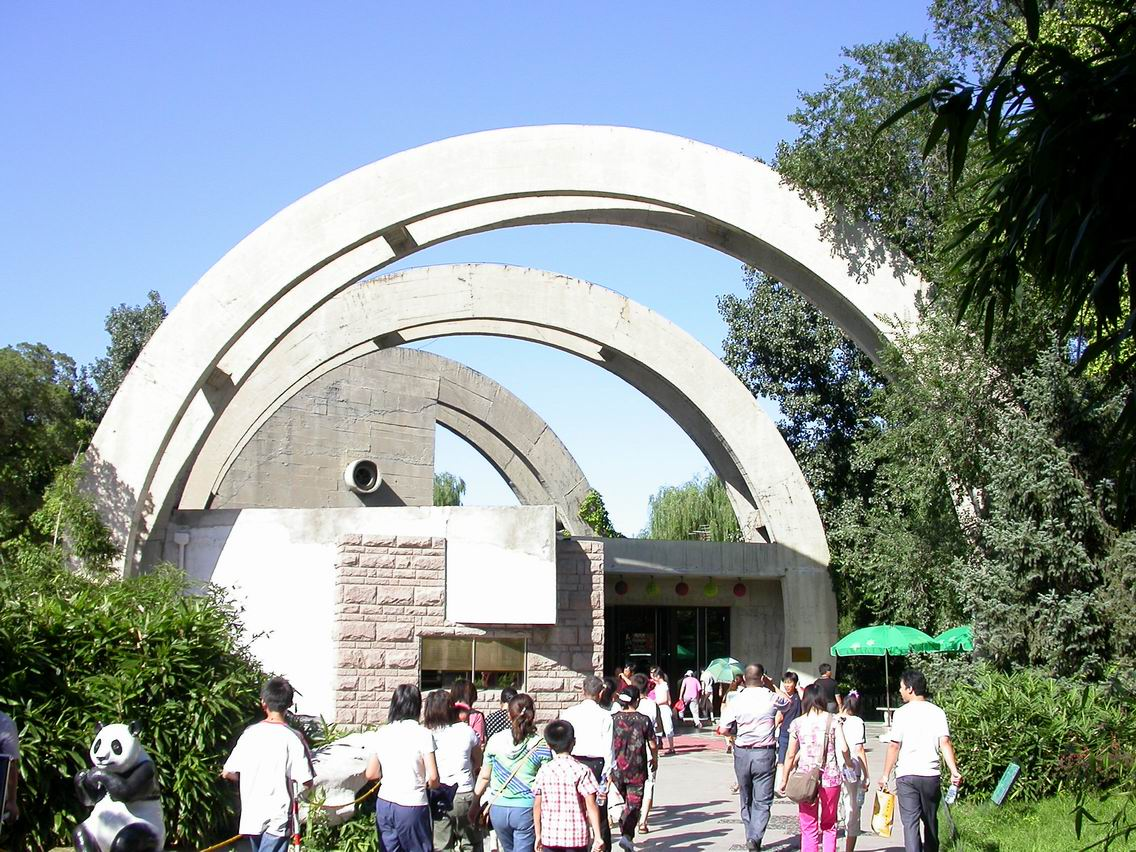
大熊猫馆

北京动物园现存的大熊猫馆由亚运熊猫馆和奥运熊猫馆组成。
亚运熊猫馆总占地面积1万平米，建筑面积1452平米，是1990年作为第十一届亚运会“献礼工程”兴建的，造型独特，其建筑借鉴了中国古典园林的拓朴原理，同时还采用了太极图的表达形式。整个建筑呈竹笋状造型，有11道半圆形的拱圈沿竹节延伸的方向分布，象征第十一届亚运会。馆的入口处位于东南侧约8米高，出口处在西北面约3米高。室内有3个独立的展舍，串连相通。展舍有活动串门通往活动场。参观大厅顶部用悬吊12个玻璃钢大球，以调节室内音响效果，功能性区块包括隔离间、治疗间、饲料间、鲜竹储存间、产房、饲料制作间、电视监控室等均设在半地下，大熊猫的室外活动场地自然起伏，设有木质栖架和游乐设施。大熊猫馆周围绿化以竹为主，通向大熊猫馆步道装饰有黑白两色鹅卵石。曾经入选当年度“北京十大建筑”和“北京市优质建筑”，但实际上大熊猫馆建筑质量非常一般，使用十年之后就已经开始出现漏雨等问题。
奥运熊猫馆占地面积2500平米，建筑面积为2418平米，其中包括475平米兽舍运动场和1280平米的游客参观大厅；兽舍运动场内以熊猫原生栖息地的竹林和羌族碉楼为原型，在南北墙面搭建山体塑性种植池并栽种绿色植被，在以水池、栖架、山洞为主体的地面配置乔灌木、草坪地被、竹类植物等。
另行收费，或购买门票时选择套票。

#### 貘馆
位于水禽湖以北，展示美洲貘等。

#### 美洲动物区
位于貘馆以北，南长河南岸，展示美洲动物。

#### 澳洲动物区
位于豳风堂以北，南长河南岸，展示大洋洲动物。

### 西区

#### 鸟苑
原位于水禽湖北部小岛上，1990年代在其西北方向（现科普馆南，游乐场原址）兴建新馆群。新馆群陈设仿照自然环境，中央馆允许游客与鸟类零距离接触（原先火烈鸟馆也有此设计，开放后很快便改为普通的游客与动物隔离的观赏）。2000年代旧馆已停用。

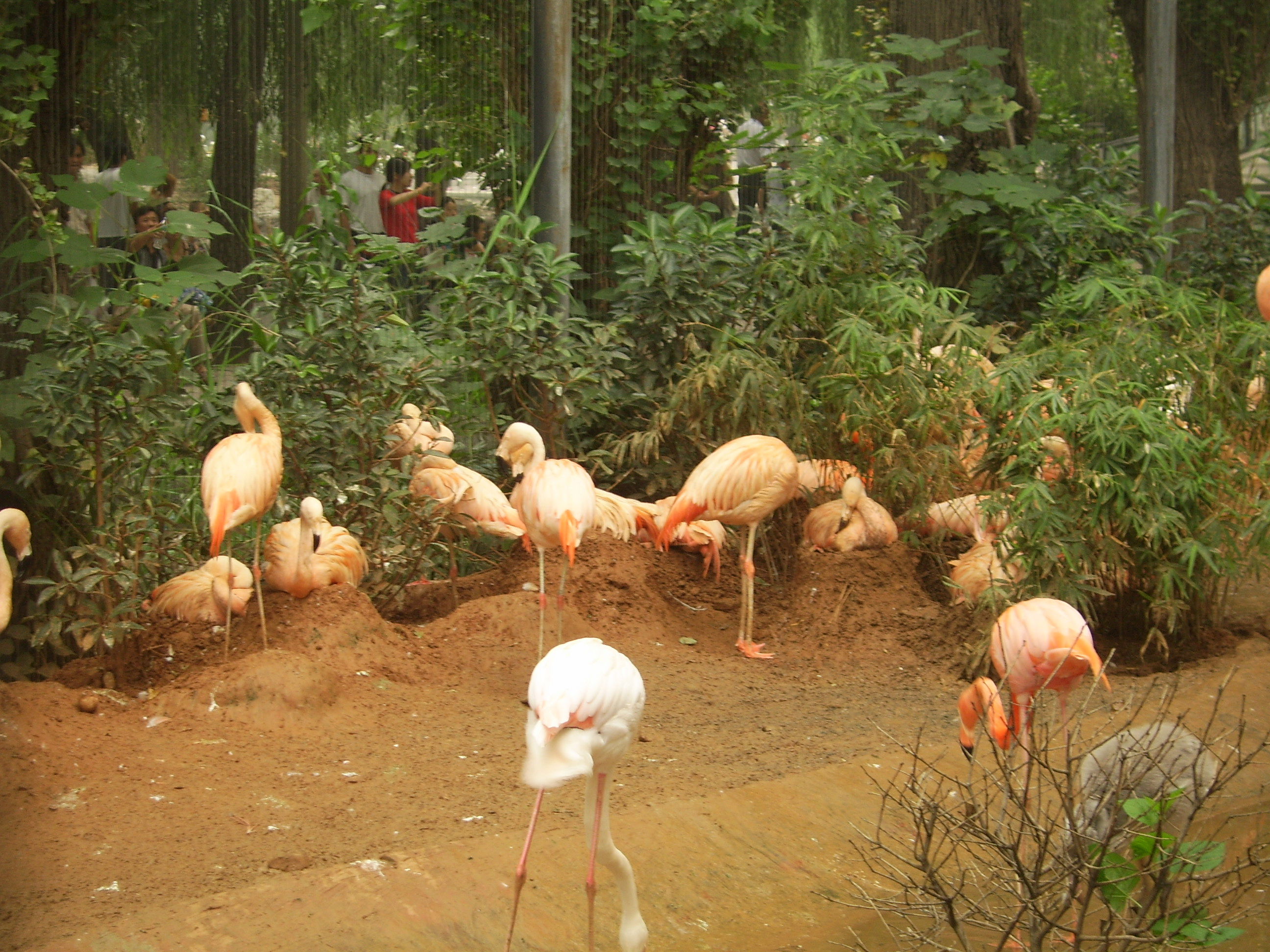
火烈鸟馆的火烈鸟

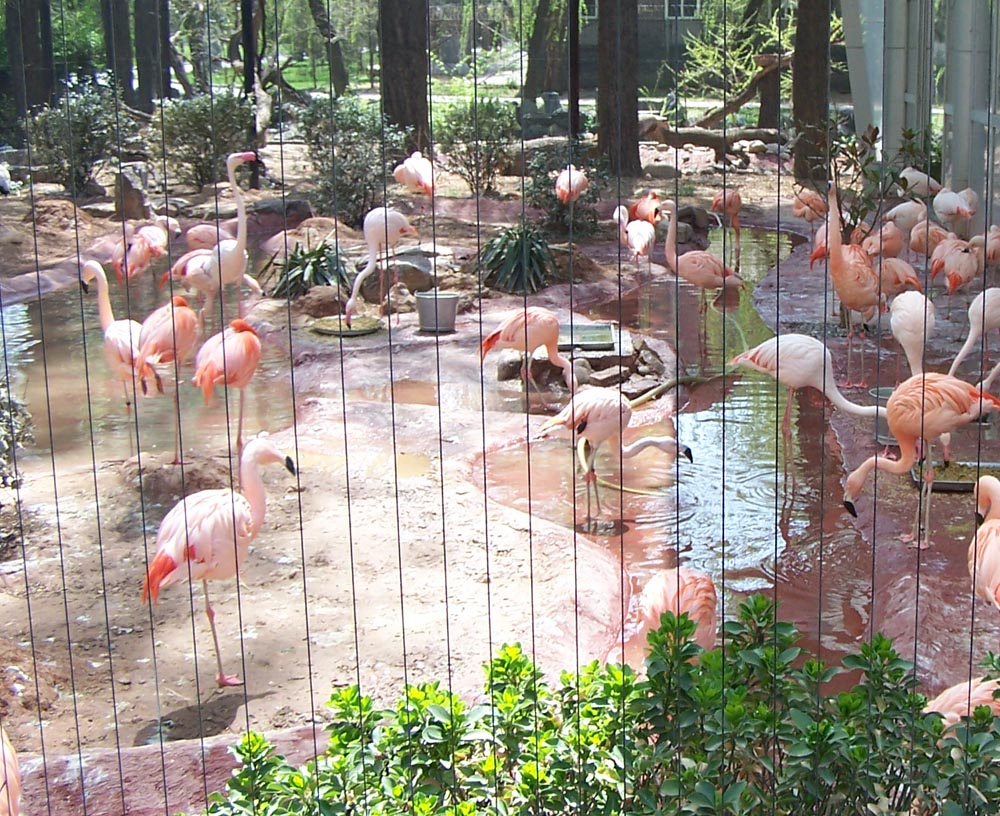
火烈鸟馆

#### 火烈鸟馆
位于鸟苑以南，展示火烈鸟。

#### 朱鹮馆
位于火烈鸟馆以西，展示朱鹮。

#### 两栖爬行动物馆

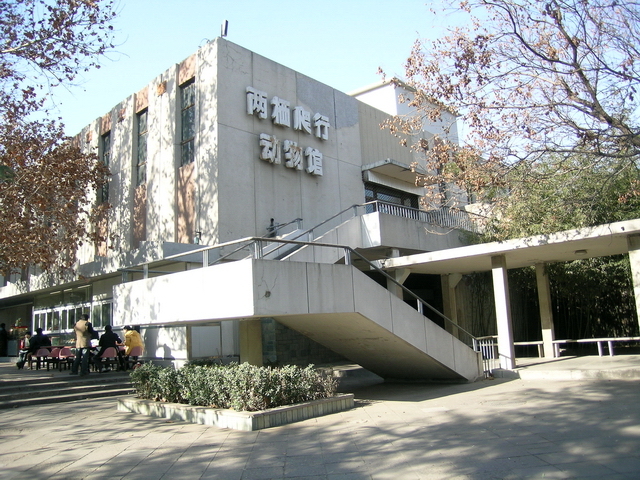
两栖爬行动物馆

两栖爬行动物馆位于动物园西南部，紧邻鬯春堂，建于1979年，建筑面积4345平方米，曾经是北京动物园设施最好的馆舍之一。该馆分上下两层，设计有展厅、参观廊、展室、操作廊间、饲料饲养间等功能区块，馆内设置大小不一的展室90余个，展室面积根据展示的动物不同而有很大差异，用于饲养和展示蟒的中央展厅高达两层，扬子鳄的展厅面积最大，179平方米，展示蛇的展厅面积则不足1平方米。门厅左侧展示鳄、龟、鳖等爬行动物，最大的一间鳄鱼展室就位于此，门厅右侧楼下展示两栖动物，楼上展示蛇类，右侧展厅中央是饲养和展示网蟒的蟒蛇展厅，展厅贯通上下两层，长12米，宽6.4米，高11米展，厅中央用混凝土铸造了一棵假树供蟒蛇攀援，厅内有空调系统和湿度调节系统，这在1970年代的中国是非常先进的。两爬馆馆外西侧有三个室外活动场，与馆内鳄鱼展室相连，活动场用鳄鱼、青蛙等动物雕塑装饰，突出了两栖爬行馆的主题，展馆东侧室外临湖，依水建榭与主体建筑用回廊链接，并有跃层悬梯相连。两爬馆建筑形式活泼，功能完善，是1970年代和1980年代北京动物园最重要最成功的建筑之一。
2004年至2007年，随着《提高两栖爬行动物生存力》课题的研究和成果应用，开始逐渐两栖爬行馆进行了室内展区的大规模改造，经过历时三年共三期的工程，使原有动物生活展示条件大幅度提高，甚至很多种动物开始实现人工饲养条件下的繁殖。目前两栖爬行馆仍然是北京动物园最受欢迎的动物场馆之一。

#### 猩猩馆

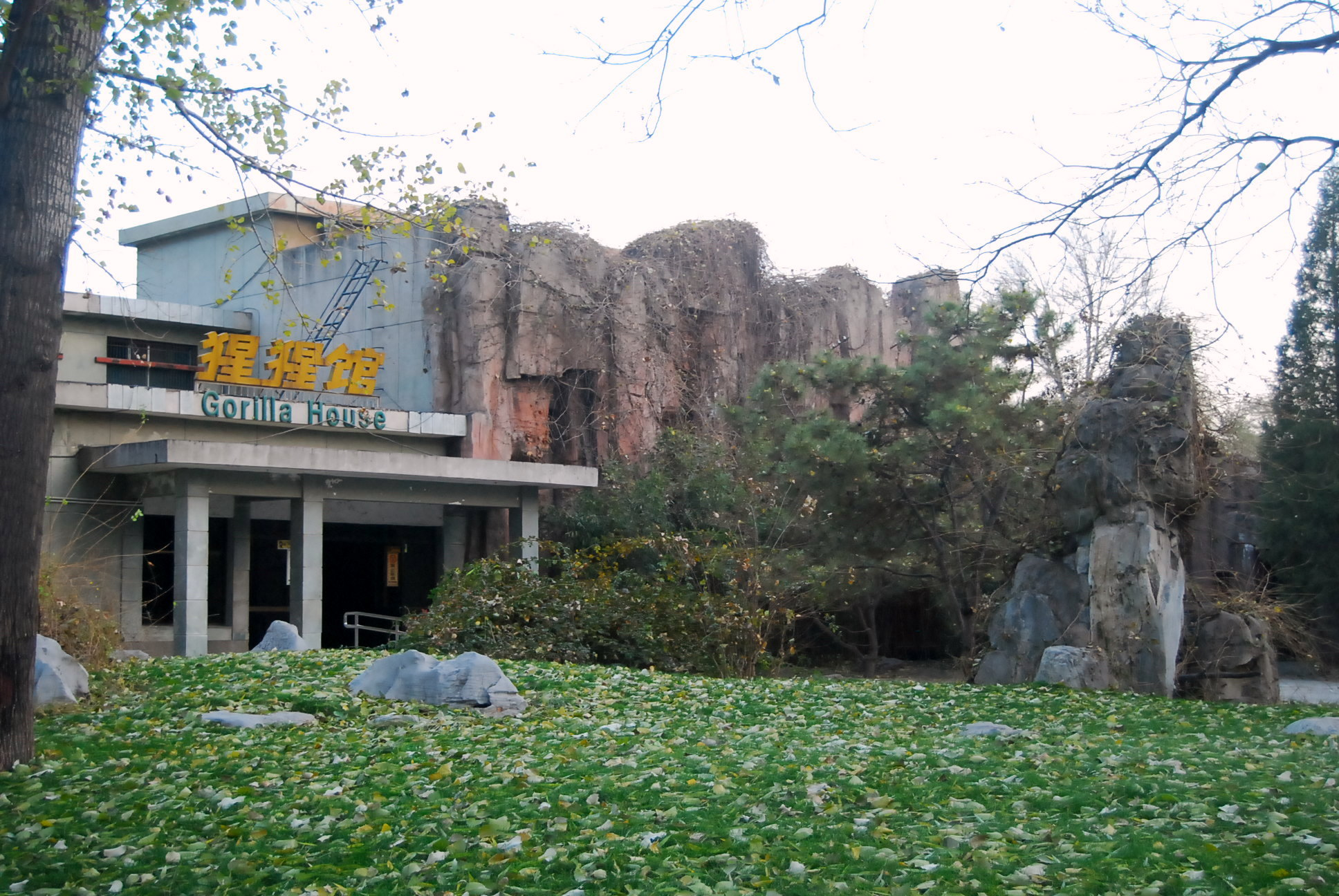
猩猩馆

位于动物园西部，馆内展出大猩猩、黑猩猩等。馆外设有放养区。

#### 金丝猴馆
位于猩猩馆东，1990年代初建成。

#### 热带小猴馆
位于金丝猴馆西，展示来自热带的各种小型猴类。

#### 叶猴馆
位于猩猩馆西，展示各种叶猴。

#### 山魈馆
位于热带小猴馆西，展示山魈。

#### 非洲动物区
位于科普馆北，原址为绿化树林。于2000年代开放，放养斑马、羚羊等非洲动物。

#### 科普馆

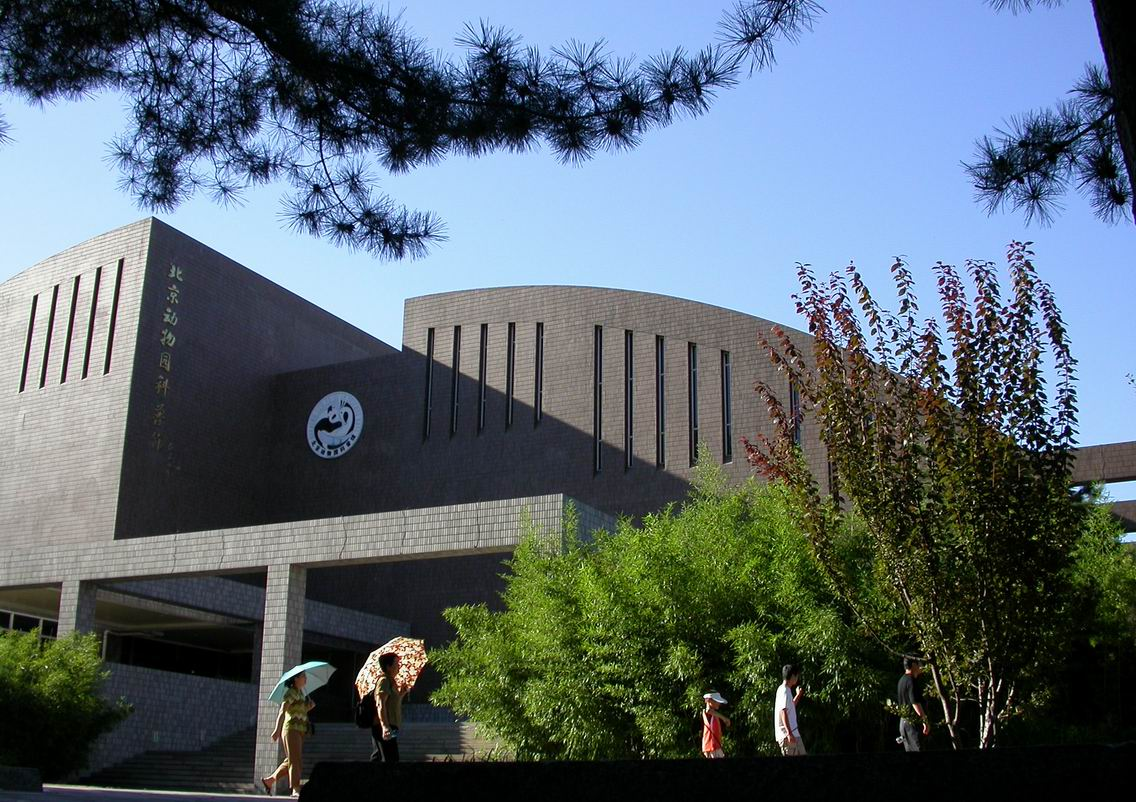
科普馆

1990年代，随着房地产的热潮，北京动物园在北京市园林局的领导下，对动物园南侧一面的临街地段进行了房地产开发。为了平衡广大市民的意见，逐决定在动物园内修建科普馆，“还惠于民”，2003年，世界上动物园中最大的科普馆落成，位于原有的羚羊馆的位置。科普馆展区分为四层：地上三层和地下一层，展馆开放初期为收费参观，目前免费。几年来由于在场馆建设尤其是内部装修方面存在的隐患，使馆内多数展品失修，危机四伏。2008年对原有负一层进行了改造，增加了小型脊椎动物展区，并对原有的无脊椎动物展区进行了扩建，最重要的是对原有机动展厅内的温室进行了彻底改造，建设成为“周末课堂”。2008年至2009年，科普馆开展了多项保护教育项目，受到游客的欢迎。

#### 长颈鹿馆

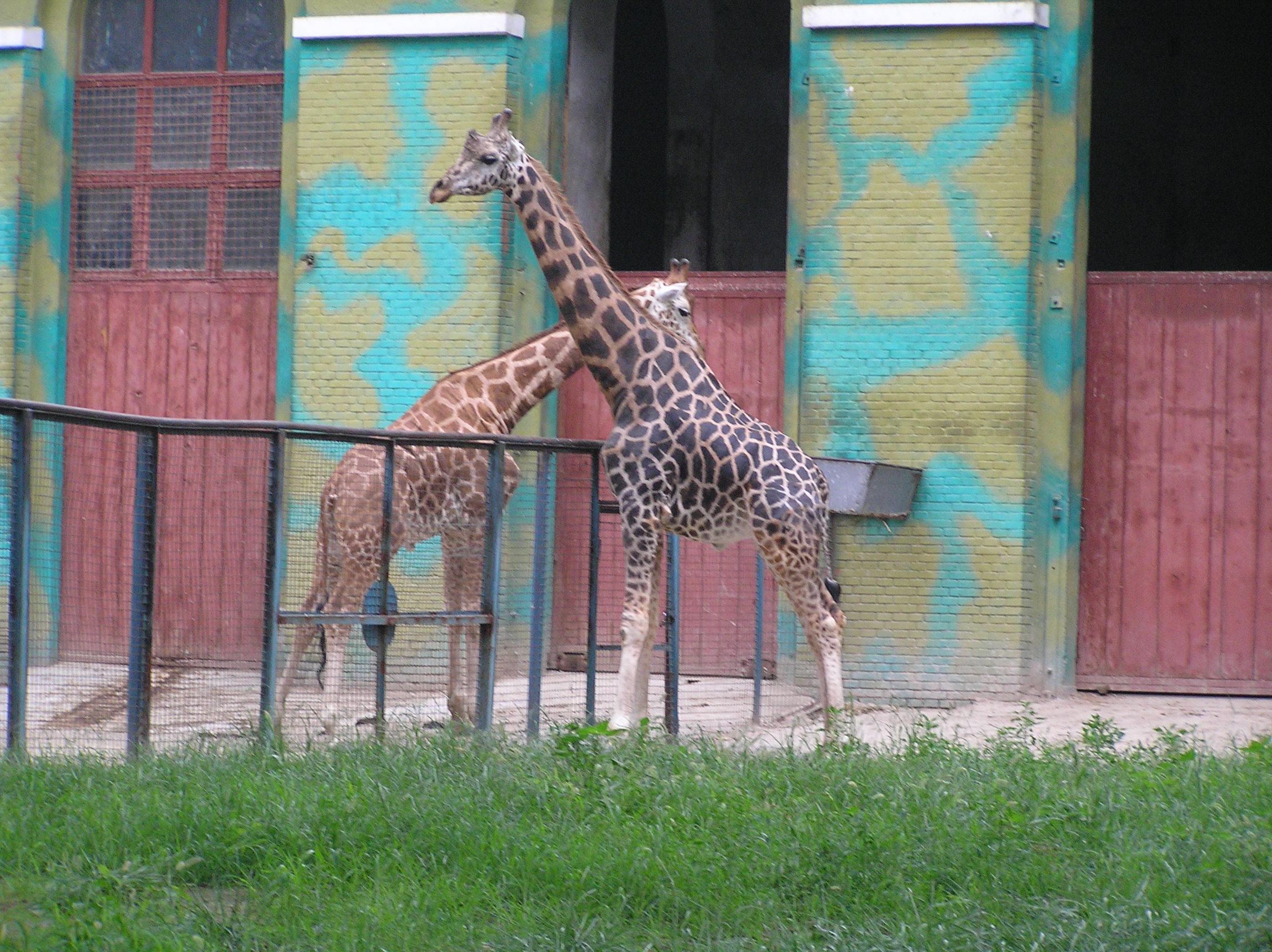
长颈鹿馆的两只长颈鹿

位于科普馆西，展示长颈鹿。

#### 儿童动物园
位于长颈鹿馆西北，儿童可以给动物喂食及触摸动物。这里深受儿童欢迎。

#### 企鹅馆

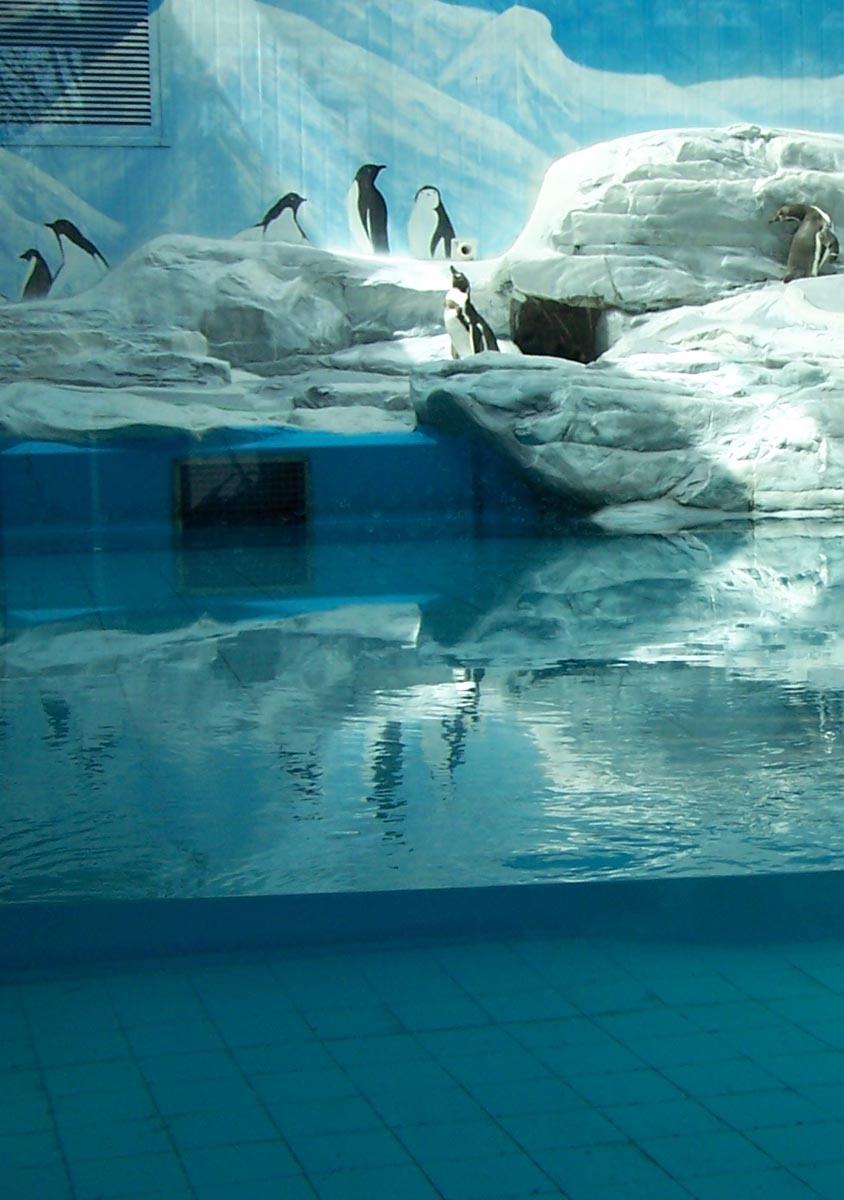
企鹅馆

位于动物园西南端，另行收费。地上部分展示洪氏环企鹅，地下室展示果蝠，但两种动物均没有室外活动空间，生活状况堪忧。尤其是果蝠，几乎全军覆没，目前已经停止展览。展馆内的企鹅为南美企鹅，但馆内环境布置成冰天雪地的南极风格，与栖息地景观不符，动物也缺少必要的丰容环境。

#### 水獭展区
水獭展区是北京动物园在英国和澳大利亚驻华使馆资助下兴建的笼舍丰容示范项目，在新水獭馆里为动物修建了很多量身定做的游乐设施。室外有一玻璃水池，可免费观看水獭。

#### 鹿苑
位于儿童动物园以西，展示各种鹿。

#### 西鹤岛
位于畅观楼以东的湖中，展示鹤。

### 北区

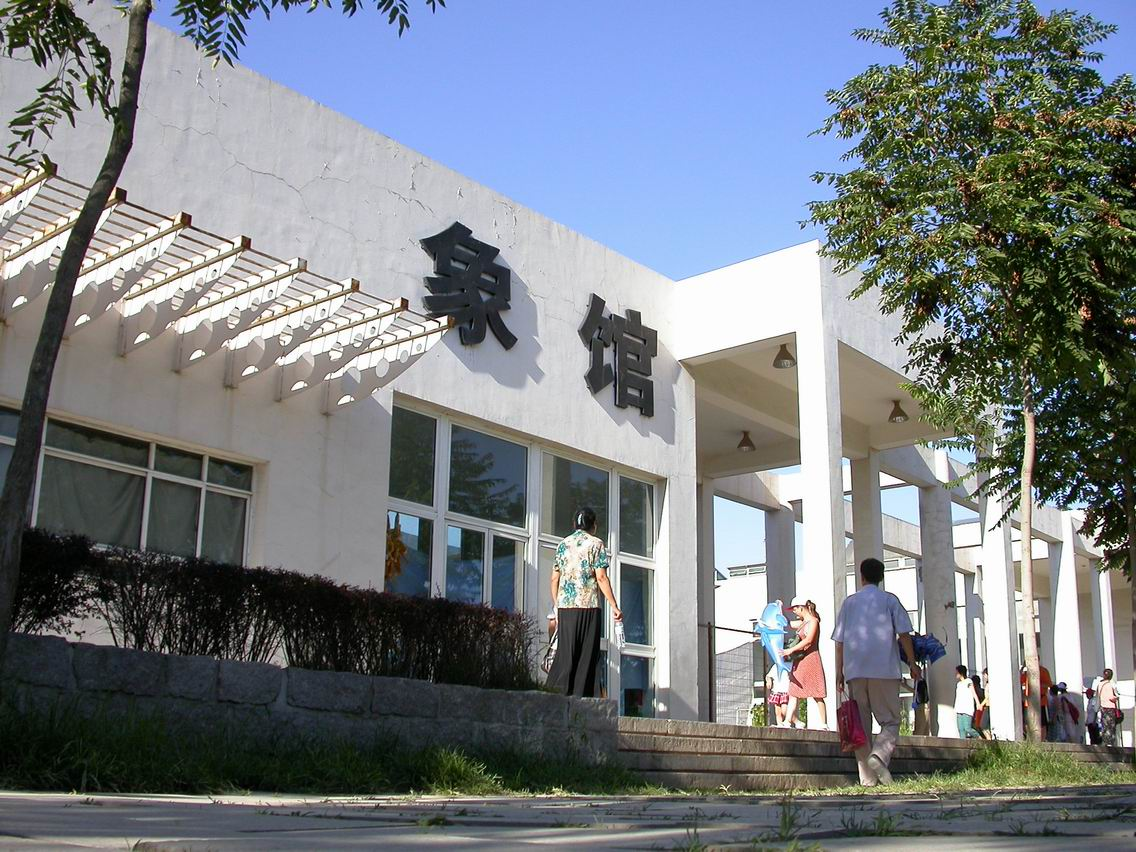
象馆

#### 象馆
象馆位于长河北岸，建于1996年至1998年间，东部展览亚洲象，西部展览非洲象。馆外有活动区。旧象房位于猴山北侧，东邻北京展览馆和莫斯科餐厅，1960年代曾因展览斯里兰卡总统班达拉奈克夫人赠送的亚洲象而闻名。

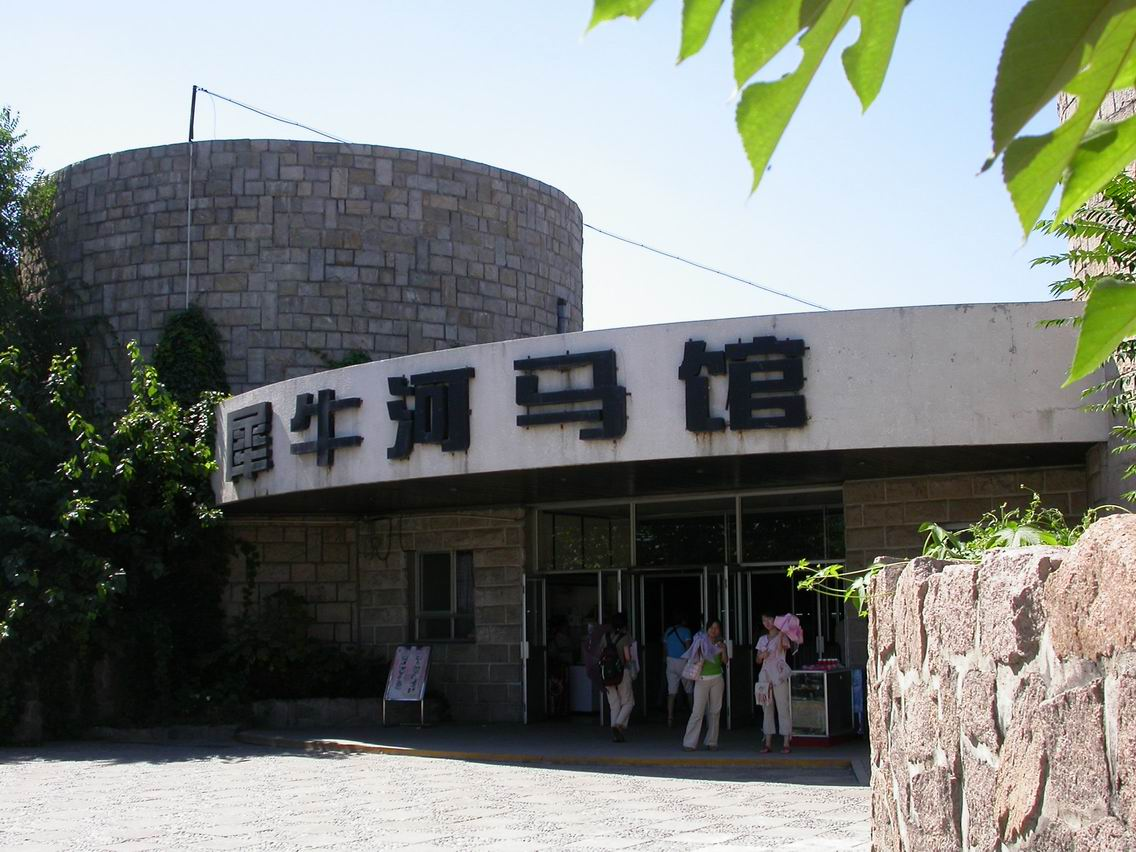
犀牛河马馆

#### 犀牛河马馆
犀牛河马馆位于长河北岸，建于1992年至1994年，内有印度犀牛、白犀牛及河马，并设有餐厅。

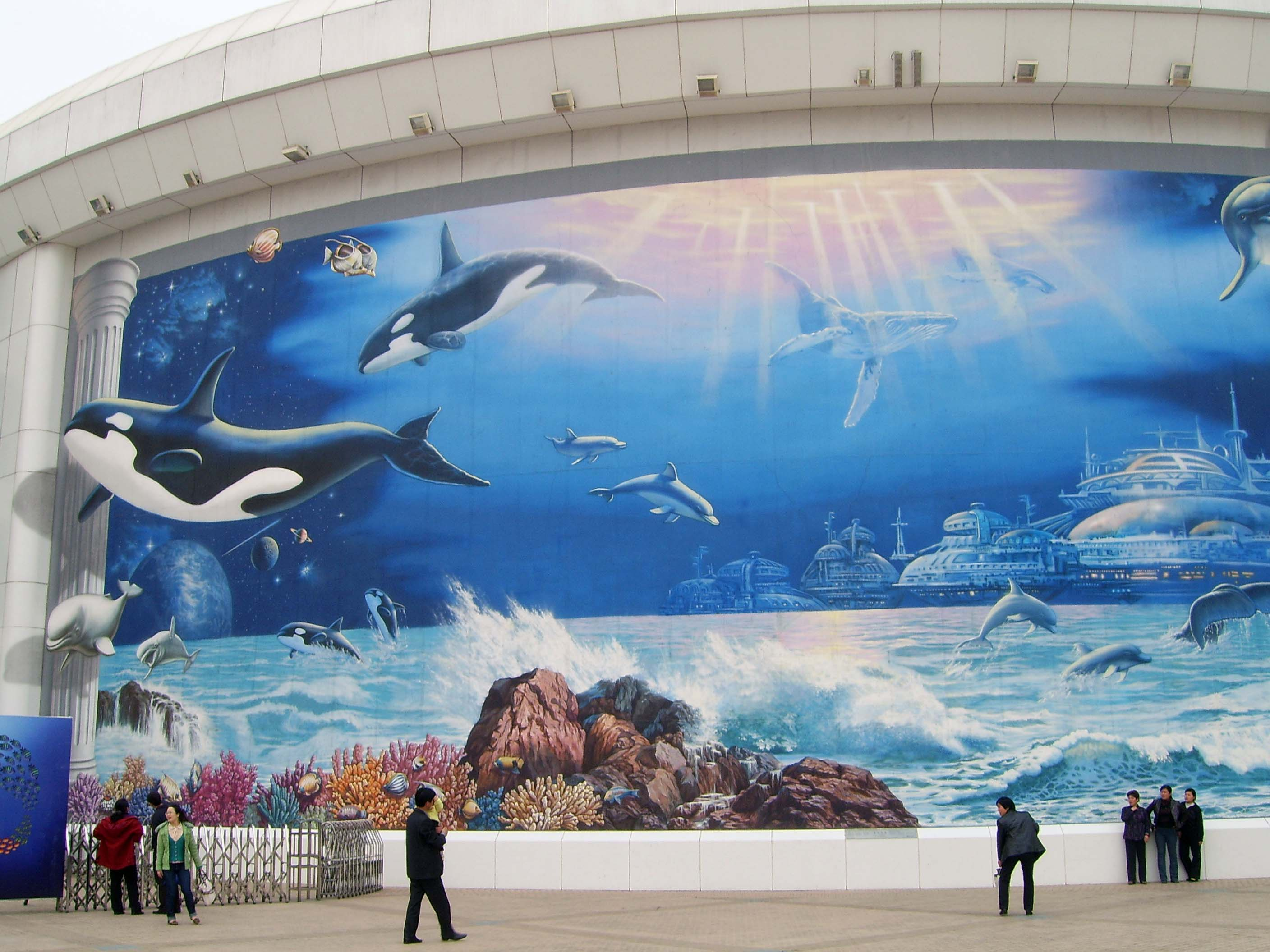
北京海洋馆内景

旧河马馆位于水禽湖西部。

#### 北京海洋馆
1990年代兴建，位于动物园东北端。另行收费。有海豚等海洋动物的表演。

#### 鹰山

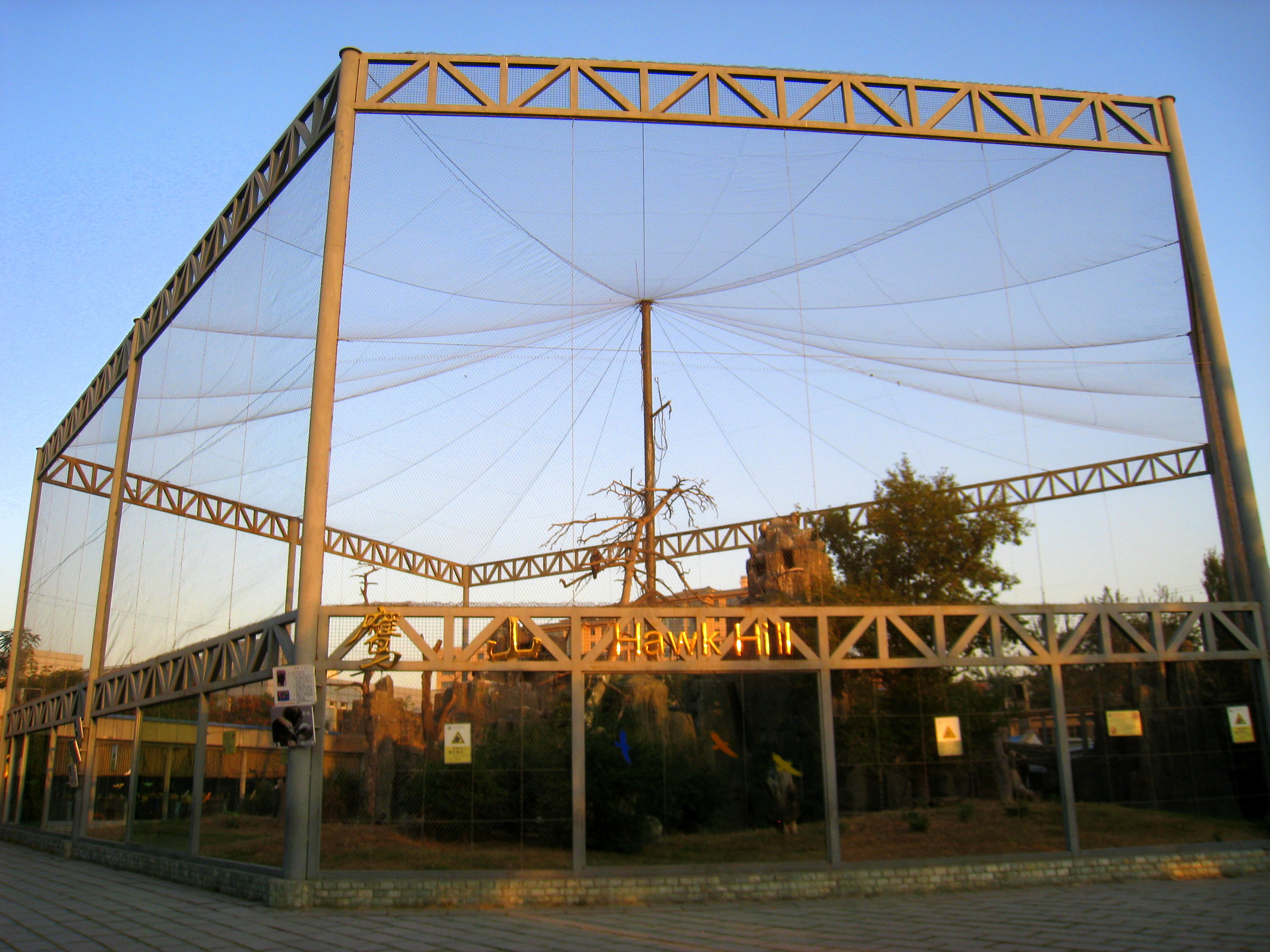
鹰山

原位于河马馆旧址（现马来貘馆）东面的小山上，于2000年代迁往犀牛河马馆新馆西（动物园西北端）。

## 珍稀动物
- 大熊猫
- 朱鹮

## 重大事件

### 大蟒事件
文革末期传出谣言——
东北某地发现一条大蟒，吃了很多人和动物。之后派出军队甚至使用了重武器才将大蟒制服，并用一整列火车将大蟒运至北京动物园展出。
巧合的是，那段时间北京动物园因故停业，于是人们认为这验证了传言，是在给大蟒造房子。尽管官方辟谣，但人们依然不信。北京动物园重新开门迎客之后，人们蜂拥而至，据说离北京动物园五站地的路上已经挤满了人，并有传言说有人被踩死。

### 刘海洋伤熊案
2002年1月29日至2月23日，清华大学电机系学生刘海洋先后数次用浓硫酸和氢氧化钠烧伤北京动物园熊山的三只黑熊，一只棕熊和一只马熊，动物园工作人员透露，动物园“最好的种公熊”受重伤失去生育能力，给动物园带来了很大损失。后被公安机关抓获，经庭审被定罪免刑。此事引起了社会的关注，讨论的焦点集中于当代大学生的教育、素质培养、单亲家庭子女的心理健康、动物权利立法等不同方面。

### 北京动物园搬迁案
2004年春季，北京市发改委和北京市大兴区政府筹划将北京动物园迁出目前的位置，与经济发生困难的大兴区北京野生动物园合并，并将动物园用地作为商业用地出售。消息透露后遭到了普通市民、环保人士、动物专家和新闻媒体的强力反对，在社会各界的强大压力下，北京动物园搬迁的提案搁浅。

### 北京动物园志愿者

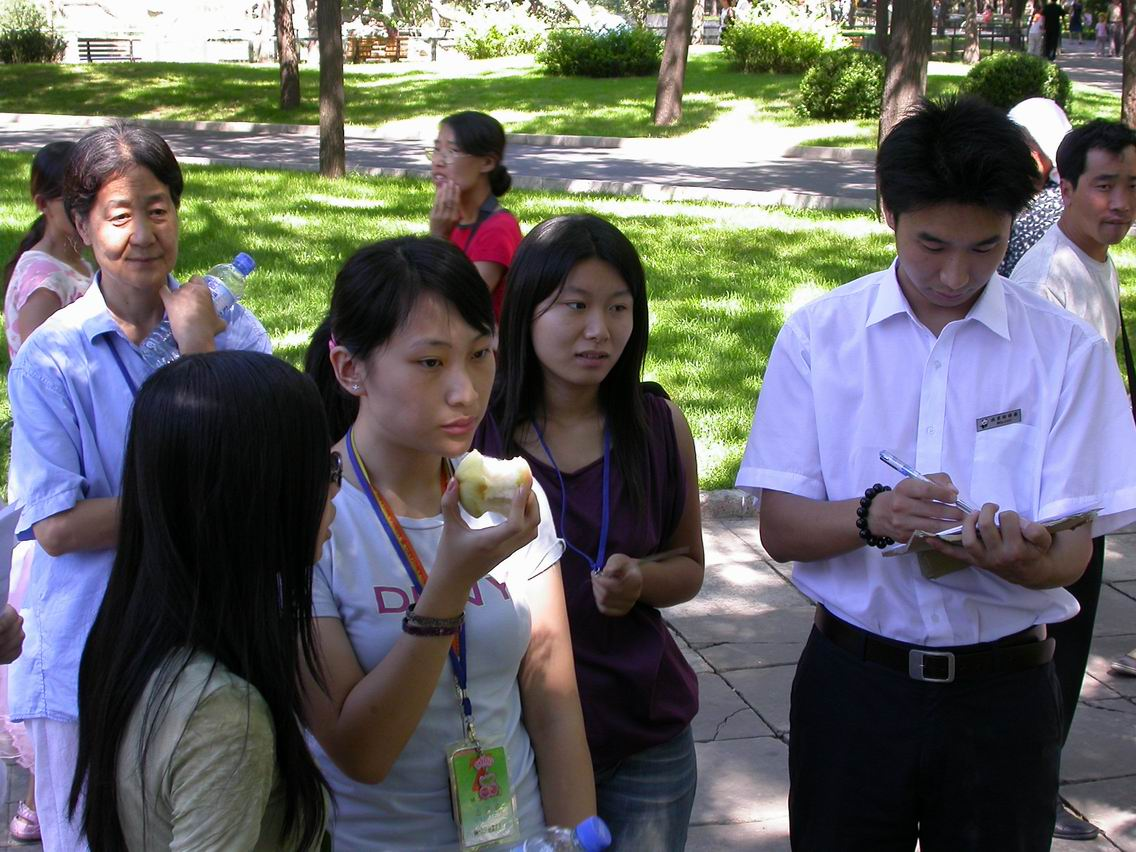
北京动物园志愿者

2004年春季，北京动物园、中国动物园协会、中国青年报绿岛、绿家园志愿者等单位联合发起向社会公开招募动物园志愿者，为游客提供讲解服务。北京动物园的志愿者是目前中国大陆最早的也是唯一的动物园志愿者组织。北京动物园志愿者组织是归属于公园经营管理科领导、由游客服务中心具体管理的专门从事志愿服务活动的组织管理机构。服务范围主要有：语言服务、动物知识讲解、园史介绍、引导游园、维持秩序、劝阻不文明行为、咨询宣传、帮困助残、园容卫生维护、应急服务、游客调查测评、临时性志愿服务任务及其他具有专业技术特长要求的志愿服务任务等。

### 原北京动物园副园长肖绍祥涉贪千万
2014年7月，据北京市检二分院指控，利用担任北京动物园副园长、陶然亭公园管理处园长的便利，肖绍祥在主管动物园基建、110千伏输变电站拆迁、草库拆迁、北京动物园兽舍改造、陶然亭公园玉虹桥改建及休息游廊工程项目中，采取侵吞工程款及拆迁款、虚开发票等手段，贪污1400余万元。而在案发前，其还有800余万元钱款无法说明具体合法来源。肖绍祥涉嫌贪污罪、受贿罪、巨额财产来源不明罪，被北京市检二分院提起公诉。

### 饲养员抽打动物事件
2019年8月21日，有市民拍摄到北京动物园饲养员抽打园内动物。在网友发布的视频中，一名身穿绿色制服的饲养员手持一根棍子，正在驱赶一只貘回舍。起初，该饲养员只是用棍子轻轻拍打貘的臀部。但在兽舍门前，这只貘总是踟蹰不前不愿入舍，甚至在进入兽舍之后又再次退出来。随后，该饲养员出现了用棍子大力拍打貘的臀部、腿部，还有用棍子戳貘的头部等行为，并发出指令。在饲养员的驱赶下，这只貘进入了兽舍。视频在新浪微博上传播后引发了网友的关注和热议。8月22日北京动物园回应称，由于貘馆正在施工有异常气味，这只动物对气味敏感反复数次都不愿进入兽舍，饲养员做出了过激行为，将加强管理避免类似事件再发生。（页面存档备份，存于）（页面存档备份，存于）（页面存档备份，存于）（页面存档备份，存于）